# メタルファイト ベイブレードの登場人物
メタルファイト ベイブレードの登場人物（メタルファイト ベイブレードのとうじょうじんぶつ）では足立たかふみ原作の漫画作品『メタルファイト ベイブレード』およびそのアニメ版『メタルファイト ベイブレード』、アニメ第2シーズン『メタルファイト ベイブレード 爆』、アニメ第3シーズン『メタルファイト ベイブレード 4D』の登場人物について記述する。本項ではアニメ版の設定を中心に解説する。
一部のキャラクターのネーミングは、そのキャラクターが使用するベイブレードのモチーフをもじって付けられている。そのまま採り入れずひねって付けているケースもある。
キャラクターの具体的な年齢は設定されておらず、漫画版では連載開始時点で一部設定されていたが、対象年齢を考慮して明言しないようになっている。また、キャラクターの誕生日も未設定となっている。
使用ベイブレードの括弧内はベイのフェイスに描かれたデザインを表記している。特に注釈のない必殺転技はアニメ版で使用したもの（アニメ版、漫画版共通で使用したものも含む）。ゲームで登場する必殺転技は、ベイの交換によって他のキャラクターも使用できる場合がある。
続編である漫画およびアニメ『メタルファイト ベイブレード ZEROG』登場する人物については、メタルファイト ベイブレード ZEROG#登場人物を参照。

## 主要人物
鋼 銀河（ハガネ ギンガ）
声 - 金田アキ
盾神 キョウヤ（たてがみ キョウヤ）
声 - 日野聡
湯宮 ケンタ（ゆみや ケンタ）
声 - 加藤英美里
花輪 ベンケイ（はなわ ベンケイ）
声 - 三宅健太
天野 まどか（あまの まどか）
声 - 真堂圭
角谷 正宗（かどや まさむね）
声 - 三瓶由布子
大鳥 翼（おおとり つばさ）
声 - 入野自由 / 子供時代 - 広橋涼
天童 遊（てんどう ゆう）
声 - 名塚佳織
水沢 ユウキ（みずさわ ユウキ）
声 - 牧口真幸

## 主要人物の関係者
波佐間 ヒカル（はさま ヒカル）
声 - 井上麻里奈
使用ベイブレード - ウインドアクアリオ100HF/S（みずがめ座）
アニメ第6話から登場。病床の母親から託された夢を叶えるべく世界一のブレーダーを目指す少女ブレーダー。母親の教えのもと、強い者と戦い勝つことが自らに課せられた宿命として強者を求めていた。髪型は水色の跳ね上がったショートヘア。クールな性格で常に男勝りな口調をしている。
ケンタの街に来た際は、ベンケイから銀河の話を聞いて彼に勝負を挑もうとするが、この時風邪を引いていた銀河を守るべく自ら銀河を騙ったケンタと対戦し一度は彼を下す。その後ベンケイとの特訓で強くなり、バトル中に必殺転技を身につけたケンタに敗北。屈辱と悲しみを胸に街を去ろうとするが、銀河とのバトルでベイバトルを楽しむ心を教わり、そのまま街に居つくことになる。
サバイバルバトル以降からは銀河たちと行動を共にすることが多くなる。サバイバルバトルではキョウヤと引き分けになり、遊に敗れる。ベガスシティでのチャレンジマッチ1回戦ではキョウヤに敗れる。
バトルブレーダーズでは1回戦で竜牙と対戦し、彼の気迫に怯みつつも勇気を振り絞ってシュートを放つが、わずか数秒で敗北し倒れる。決勝戦ではキョウヤ、翼と共に魂の状態で現れ銀河を竜牙の暗黒転技から守り、銀河が竜牙を倒した後に無事に目を覚ます。
『爆』では竜牙戦で受けた精神的な傷から立ち直れず、皆のサポートに回る決意でベイバトルから身を引き、新生WBBAの本部長となった流星の秘書を務める。それに伴い服装も礼装姿へと変わっている。仕事ぶりは真面目で、子供っぽい所がある流星を冷静にフォローする。WBBA所属のためビッグバンブレーダーズ日本代表選抜大会は参加せず、日本トップ20のブレーダーにもランクされていない。
竜牙の暗黒の力の恐怖がトラウマとして未だに残っており、エルドラゴに汚染された翼の暗黒の力を見た時や、ビッグバンブレーダーズ決勝戦での竜牙の乱入を目撃した際は、恐怖で激しく怯えている。
第97話で一時的にブレーダーとして復活し、ハデスシティに向かう銀河を足止めしていたHDアカデミーのブレーダーをケンタとともに引き受ける。
『4D』でも引き続き流星の秘書として登場している。
劇場版では流星の秘書として銀河たちをサポートする。
ニンテンドーDS用ゲーム『爆神スサノオ襲来!』と『頂上決戦!ビッグバン・ブレーダーズ』ではWBBAに所属しているが、以前のブレーダーだった頃の服装で登場しバトルをする。ニンテンドー3DS用ゲーム『4DxZEROG アルティメットトーナメント』ではWBBAの特別販売所でベイの売買を行う。
（漫画版）
名前が判明している唯一の女性キャラクター。バトルブレーダーズ1回戦で翼に敗北する。ツインドームバトルでは客席で観戦している。
番外編では背景に登場しており、ビキニの水着やドレスなどを着用していた。夏のベイバトル開催にはしゃぐ姿を見せるなど表情がアニメと比較して豊かになっている。
読み切り編『ソウルバースト』には、バトルブレーダーズの頃と同じ服装で登場し、バトル終了後の銀河の声をかけている。
彼女の使用するウインドアクアリオはボトムを素早く切り替えるボトムチェンジを行うことで、ベイのスピードを急に変化させて一瞬消えたように見せることができる。
必殺転技は「極水無限波（インフィニティウェーブ）」。
『頂上決戦!ビッグバン・ブレーダーズ』でのフェイス技は「インフィニティーウェーブ」、「スコールシャワー」、必殺転技は「ブルーアタック」。
氷魔（ひょうま）
声 - 柿原徹也
使用ベイブレード - クレイアリエスED145B（おひつじ座）
アニメオリジナルキャラクターで第15話から登場。古馬村の住人で銀河とは幼馴染。髪型はウェーブが掛かったショートヘア。冷静沈着な性格で普段は丁寧な口調で温和で物腰柔らかに振る舞うが、飄々として掴み所がない一面や、銀河を強く意識している故に初期はキョウヤたちを差し置いて銀河の真のライバルを名乗る一面も見せている。
ケンタたちが銀河を追い古馬村を訪れる最中に現れる。古馬村は誰にも知られてはいけない秘密の村であるため、初めは銀河との関係を伏せてわざと同じ道に誘導させるなどして彼らが本当に入っていいかテストした。
実力はケンタやベンケイを打ち破るほどで、古馬村にある「緑の地獄」と呼ばれるスタジアムではペガシスを手に入れる前の銀河に負けたことが無いらしい。計算高い戦い方をするが、自分に有利な場所を過信し過ぎて墓穴を掘ることがある。
当初は北斗と共に古馬村を守るべく残っていたが、サバイバルバトルに参加。そこでは当初高みの見物を決め込んだがキョウヤに見破られ、対戦。場所に合わせてアリエスのボトムをセミフラットに変え機動力を高めるが、同時に防御力も落ちていたことが災いし敗れる。これ以降は銀河たちと行動を共にする機会も増えた。グレン渓谷でのチャレンジマッチでは遊に敗れ、ベガスシティの決勝バトルロイヤルでは翼に敗れる。
バトルブレーダーズでは1回戦で水地と対戦するも、彼にじわじわと痛めつけられて冷静さを失いひたすら攻撃した結果、アリエスを破壊され敗北。2回戦終了頃に復帰し、まどかによってアリエスも補修される。その時起きた遊の誘拐騒ぎにケンタと一緒に救出に赴き1人でダークネビュラの精鋭部隊を破るが、力を消耗し大道寺に敗北する。決勝戦ではケンタたちと共に銀河と竜牙の対決を見守り銀河の応援をする。
『爆』ではケンタと共に銀河のギャラクシーペガシス入手を手伝い、以降は再び古馬村に残り日本代表選抜大会には参加していない。第76話では翼を汚染した暗黒の力を解析するために、竜牙と接触し協力を求める。
『4D』での出番はなかったが、銀河とラゴウの最終決戦を見守っていた。
劇場版では冒頭で銀河たちとバーベキューを行うが、ツインドームバトルには不参加。ヘリオスとの戦いでは古馬村で文献を調べるなどして銀河をサポートする。
Wii用ゲーム『ガチンコスタジアム』では銀河の幼馴染という所に目を付けられ彼の実力を確かめるための道具として敵に洗脳されるが、銀河の心（たましい）を込めたベイアタックで心を呼び覚まされる。PSP用ゲーム『超絶転生!バルカンホルセウス』では日本代表選抜大会に出場している。
（漫画版）
漫画版では登場しないが設定上では古馬村の一族で、外の世界を旅してベイの調査を日夜続けている。流星とは知り合いだが、銀河の孤独さを引き立たせるために幼馴染という設定は無くなっている。
彼の使用するクレイアリエスのエターナルディフェンストラックは、回転することによって敵の攻撃を受け流したり自らの軌道を変えたりすることができる。ただし上からの攻撃は受け流せない。
必殺転技は「シープホーンスロー」、「ゴーンウィズザウィンド」、「A.S.プレス（アリエススタンピードプレス）」（ガチンコスタジアム）。
『頂上決戦!ビッグバン・ブレーダーズ』でのフェイス技は「シープホーンスロー」、「フォールザシープ」、必殺転技は「ブリザードホールド」。
鋼 流星（ハガネ リュウセイ） / フェニックス
声 - 速水奨 / ?
使用ベイブレード - ペガシス105F（漫画版） / ストームペガシス105RF（ペガサス座）⇒バーンフェニックス135MS（ほうおう座）
銀河の父親。息子と同じ逆立った赤茶色の髪型が特徴。古馬村の中でも特に強くベイを愛する男でペガシスの前の所有者。封印されたエルドラゴなど、伝説のベイを守るのが任務。エルドラゴを狙う竜牙と戦い敗れ、銀河にペガシスを託し岩に埋もれるが、奇跡的に生き延び北斗に救出される。
それ以降は古馬村を拠点とし、仮面を付けてフェニックスとして正体を隠す。自らが大きな壁となることで銀河たちの成長を促し、彼らをサポートするために銀河のベイポインターを破壊したり竜牙に追い込まれた翼を救うなどの行動を取る。
バトルブレーダーズ開催直前に銀河にバトルを挑むが敗れ、自分を乗り越えた証として銀河にベイポイントを全て返す。その後準決勝が行われている最中、大道寺に追い詰められたケンタと氷魔を救出し大道寺を打ち破り、バトルの余波で瓦礫が崩落した際に仮面が外れて正体が明かされ、銀河と本当の再会を果たす。
『爆』からはベイバトルから一線を引き新生WBBAの本部長となり、服装もスーツ姿に変わっている。ビッグバンブレーダーズでは運営委員として自分の秘書になったヒカルと共に大会の運営を行う。
明るく豪快な性格で厳しい部分もあるが息子同様子供っぽい一面を見せ、銀河に良い年してと言われている。ヒカルに「本部長」と呼ばれた際に「不死身のフェニックスと呼んでくれ」と公言して唖然とさせられ、まどかからも「地味な管理職には向かない人だ」と呆れられている。
翼と遊がダミアンの襲撃を受けて戦闘不能になり、決勝戦前日にケンタや王虎衆たちが代役を決めるバトルを行っている最中にフェニックスの姿で現れ、バーンフェニックスで全員をスタジアムアウトにする。そして自分こそが代役だと宣言するが、ヒカルから「大会の運営実行委員の関係者および大人は大会に参加できない」という大会規約を聞かされて断念する。その際は「親子力をあわせて世界一になるという夢が潰えた」と激しく落ち込んでいた。
『4D』ではネメシスとの戦いを一度終えた銀河たちをヘリコプターでヒカルやベンケイらと一緒に迎えに行く。
劇場版では小惑星アドニスから地球を救うため、WBBA本部長として銀河たちをサポートする。
ゲームでは『爆神スサノオ襲来!』で初登場し、プレイヤーキャラクターとして使うことができる。『頂上決戦!ビッグバン・ブレーダーズ』では大会に出場し、大道寺と対戦する際にはお互いに年齢を指摘し合っている。
（漫画版）
物語序盤の半年前に竜牙に敗北して岩に埋もれ、溶岩に飲み込まれそうになったところをバーンフェニックスを手にし一命をとりとめる。そして傷を治しながら究極転技を開発してダークネビュラに正体を知られないようにフェニックスと名乗りバトルブレーダーズに参加する。この時は鈴を付けた帽子を目深に被りローブを纏った姿となっている。
大会では壊されたケンタのサジタリオを修復しフレイムサジタリオに進化させたり、試合を放棄するなどしていた。準決勝前に自分が流星の古い友人だと名乗り銀河の前に現れ、エルドラゴに勝つために究極転技「銀河新星」を銀河に伝授しようとするが、その特訓の最中に大道寺に襲撃され、ペガシスをかばってヴォルフの攻撃を受けた際に正体が明かされる。
以降は銀河を見守っていたが、ビッグバンブレーダーズ決勝でダミアンが会場を破壊したために崩れた瓦礫から銀河をかばい負傷し、自分のバンダナを銀河に手渡す。
アルティメットブレーダーズではWBBA天文部と協力し、ユウキと共に地球へ向かうネメシスの動向を監視する。大会数日前には自分に勝利し調子に乗っている銀河を天馬逆天激で破り、その技を伝授している。
番外編では彼の大人気ない行動がオチになることが多い。特別編ではネメシスとの戦いに備えてWBBA研究所が開発したバーチャルトレーニングマシンのスイッチを誤って押したために、銀河、竜牙と共にファンタジーRPGのようなバーチャル世界に巻き込まれる。その際に敵モンスターとして登録され、ラスボスであるプロトネメシスと合体して銀河たちに襲い掛かる。『別冊コロコロコミック』増刊に掲載された萬屋不死身之介の漫画では無職となっている。
若い頃は女にだらしなかったという裏設定がある。また、かつてマワシのもとでベイブレードの修行をしていたことがある。
彼の持つバーンフェニックスは、強力な遠心力を生み出すメタルウィールと極端に摩擦抵抗が少ない金属製のメタルシャープボトムにより驚異的な持久力を持つ。漫画版ではエルドラゴと共に封印されていたもう一つの伝説のベイで、破壊のベイ・エルドラゴと対をなす復活のベイブレードだとされる。
ペガシスは回想シーンで使用。アニメ版・漫画版ともに竜牙に敗れた際に銀河に託している。
必殺転技は「バーニングエクスプロージョン」。
『頂上決戦!ビッグバン・ブレーダーズ』でのフェイス技は「カウンターウイング」、「メルティングスラッシュ」、「バーニングエクスプロージョン」、必殺転技は「コズミックフォージ」。

## ライバルブレーダー
渡蟹 哲也（わたりがに てつや）
声 - 藤原堅一
使用ベイブレード - マッドキャンサーCH120FS⇒ダークキャンサーCH120FS、ダークキャンサーCH120SF（『頂上決戦!ビッグバン・ブレーダーズ』）（かに座）
アニメ第5話より登場。自称さすらいのブレーダーで、勝つためには手段を選ばない。語尾に「カニ」とつけて話し、「カニッニッニ」「カーニカニカニ」と笑う。また、彼自身が「カニ」呼ばわりされることも多い。
その性格は以前友人に裏切られたことに起因していて、全てのベイを傷だらけにし復讐を果たすことを目的にしている。弱い者に対しては強いが分が悪い相手だと姑息な作戦に移り、銀河とのバトルでも卑劣な手を使い実力で勝とうとはしなかった。
チャレンジマッチでも卑怯な作戦でベイポイントを稼いでいたが、大道寺のベイ改造システムによってマッドキャンサーをダークキャンサーに改造してもらう。渡蟹本人はダークネビュラの大幹部になったつもりだが、大道寺からはまったく期待されていない。自分の復讐の邪魔をした銀河が憎いと言うが、銀河のことばかり考えてしまい、チャレンジマッチで銀河に負けた後は「負けたのに清々しい」と語っている。ベガスシティでのチャレンジマッチ終了直後に怪しげなコマの研究家「クラブ・ムッソリーニ」を装い銀河のポイントを奪おうとするが失敗し、翼の正体が発覚した際は名誉挽回として双道兄弟らと共に挑むが敗北する。
バトルブレーダーズでは特訓により渡蟹史上最大の作戦「暗黒卑怯」を編み出すが、1回戦のケンタ戦でそれを出す前に敗れ、罰として竜牙に制裁を受ける。決勝戦で銀河が竜牙を倒した後に無事に目を覚ます。
日本代表選抜大会での成績は16位。また、他のブレーダーたちと一緒に銀河たちが遠征に出発するときの空港での見送りに来ている。
『4D』での出番はなかったが、銀河とラゴウの最終決戦を見守り、銀河が勝利した際には他のブレーダーたちと共に笑顔を見せている。
劇場版ではツインドームバトルBブロックに出場するが、試合は省略されている。大会後にトビオの指示で流太郎と正宗をヘリオスと戦わせるが結果は皆同様、自分も敗北する。
ニンテンドーDS用ゲーム『爆誕!サイバーペガシス』ではダークネビュラからノスフェラトに鞍替えしていて、宇宙からは「カニカニ」や「カニおとこ」と呼ばれている。『爆神スサノオ襲来!』ではダークネビュラの残党として登場する。
（漫画版）
アニメオリジナルキャラクターだが、後に漫画にもダークネビュラの一員として登場しバトルブレーダーズ1回戦でキョウヤと対戦する。竜牙に負けたベンケイを何度も侮辱したことでキョウヤの怒りを買い、獅子崩山破によってキャンサーを粉砕され敗北する。
毒島と共に、竜牙直属ブレーダー4人衆「甲殻奇童隊」（直属という名の閑職）の一角を担っているという裏設定がある。
彼の使用するキャンサーはトラックチェンジによりベイのトラックを伸縮させることができる。ダークキャンサーはメタルウィールに12枚刃を持つ攻撃型キャンサーとなっている。
必殺転技は「シックスクラブ・シェイキング」、「冥蟹怨念泡（グラージバブルス）」（ガチンコスタジアム）。
『頂上決戦!ビッグバン・ブレーダーズ』でのフェイス技は「シックスクラブシェイキング」、必殺転技は「スラッシュサイス」。
大池 トビオ（おおいけ トビオ）
声 - 石田彰
使用ベイブレード - ストームカプリコーネM145Q（やぎ座）
アニメ第25話から登場。必殺のスナイパーを自称するブレーダー。黄色のアフロヘアーと、常にくわえた棒付きの飴が特徴。どこからともなくベイを放ち、一撃の下にブレーダーを叩き潰すことから通称「デスカプリ」と呼ばれ恐れられている。ベイの殺し屋とも呼ばれ、対戦相手をターゲットと呼ぶ。
HMDを装着しアングルコンパスを利用した変則的なバトルスタイルで戦う。まどかからは野生派のキョウヤとは対照的な頭脳派ブレーダーだと評されている。また、ベイランチャーやグリップなどを収納したアタッシェケースを持ち歩いている。
キョウヤとプリンスタワーで行なわれたチャレンジマッチでバトルをするが、前日にキョウヤを挑発しすぎたため手の内を読まれて敗北する。その後はキョウヤとの再戦のためにバトルブレーダーズへ出場しようとポイントを貯めていたが、同じ大会に参加していた流太郎と共に竜牙に敗れその実力を買われて彼の軍門に下る。それ以降は「トビオは死んだ」と言い、自らデスカプリを名乗るようになる。
バトルブレーダーズ1回戦でベンケイに敗北した罰として竜牙に制裁を受けるが、決勝で銀河が竜牙を倒した後に無事に目を覚ます。
日本代表選抜大会での成績は10位。バトルブレーダーズでは選手名もデスカプリだったが、この時点では大池トビオに戻っている。また、他のブレーダーたちと一緒に銀河たちが遠征に出発するときの空港での見送りに来ている。
『4D』では以前よりも腕を上げ、アメリカの大会スフィア360に出場。バトルロイヤルで強豪ブレーダーを2人破り、次に翼の挑戦を受ける。クウェイクボトムの特性とスタジアムの角度を生かして攻撃するが動きを見切られ敗北する。このときはランチャーにLEDサイトを装着している。その後、銀河とラゴウの最終決戦を見守り、銀河に力を託す。銀河が勝利した際には他のブレーダーたちと共に笑顔を見せている。
劇場版ではツインドームバトルには参加せず、銀河を破ったヘリオスを倒せば自分がナンバーワンブレーダーになれると考え、正宗と流太郎を利用して遠距離からカプリコーネでソルブレイズを狙撃しようとするが、その行為がヘリオスの逆鱗に触れ敗北する。
ゲーム『爆誕!サイバーペガシス』では一匹狼のブレーダーとして登場し、宇宙から「小池さん」と呼ばれている。『爆神スサノオ襲来!』ではダークネビュラの残党として登場し「もらったギャラの分だけ働く」と語っている。
（漫画版）
バトルブレーダーズ1回戦で北斗に不戦勝し、準々決勝のバトルロイヤルで宇宙とバトルするが、途中で水地に邪魔されカプリコーネを破壊される。日本代表決定戦Aブロック決勝戦のバトルロイヤルでは宇宙に敗れる。
藤子不二雄の漫画に登場する小池さんのオマージュであり、名前の小を大に変えて大池となった。
彼の使用するストームカプリコーネのクウェイクボトムはヤギの蹄のように斜めにカットされており、その形で重心をあえて不安定にすることで変則的な動きをすることができる。
必殺転技は「スクリューデスドライバー」、「スナイパーショット」、「デス・キック・アウト」（劇場版）。
『頂上決戦!ビッグバン・ブレーダーズ』でのフェイス技は「スーパーショット」、「スクリューデスドライバー」、必殺転技は「スナイパークラッシュ」。
暁 宇宙（アカツキ ソラ）
声 - 川名真知子
使用ベイブレード - サイバーペガシス100HF（ペガサス座）
アニメ第29話から登場。銀河に憧れを抱く少年で、大会で目が合っただけで銀河の一番弟子を名乗る。黒と黄色の髪型が特徴。性格は単純なところもあるが銀河同様真っ直ぐである。
銀河のようなブレーダーになることを目指していて初めは銀河の「シューティングスターアタック」を真似ていたが、チャレンジマッチでのケンタとの出会いがきっかけでオリジナルの技を編み出すようになる。その後ケンタと共にスタジアムを不法占拠する毒島たちと戦い、そこで銀河と初めて直接の出会いを果たす。銀河との戦いを夢見ているが、バトルブレーダーズには出場していない。日本代表選抜大会には出場しているが、結果は7位となり代表からは落選している。
『4D』での出番はなかったが、銀河とラゴウの最終決戦を見守り、銀河に声援を送っている。
続編の『ZEROG』では、竜斗との交流が描かれている。
ゲーム『爆誕!サイバーペガシス』では主人公を務める。サイバーペガシスを家の裏山（インセキ山）に落ちてきた隕石の中から拾い、ケンタたちと共に次々と起こる怪事件およびノスフェラトに立ち向かう。相手に自分のイメージで名前をつける癖がある。『爆神スサノオ襲来!』ではスサノオのパーツを探す仲間として銀河たちと行動を共にし、北海道の牧場では牛の乳搾りで腕力を鍛える修行をする。
（漫画版）
ベイ歴は3か月、利き腕は右、好きなベイは攻撃型、尊敬するブレーダーは鋼銀河。フェイスハンターズを一掃した伝説のブレーダーである銀河に会うためにバトルブレーダーズに参加する。2人で通れる予選にて竜牙が1人勝ち残ったために、抽選の結果1回戦はシードとして勝ち抜けとなり、準々決勝のバトルロイヤルでは竜牙に敗北する。秘めた才能は銀河以上であるとされ、水地や竜牙と渡り合う実力を見せた。その後は決勝の銀河と竜牙のバトルなど、銀河の試合を応援するようになる。日本代表決定戦ではAブロック決勝戦のバトルロイヤルでトビオを破るが銀河に敗れる。アルティメットブレーダーズでは3回戦第7試合でジグソーに敗れる。
必殺転技は「アバランチムーヴ」、「O.V.ドライブ」。
『頂上決戦!ビッグバン・ブレーダーズ』でのフェイス技は「スパークトルネード」、「エレクトロニックショック」、必殺転技は「O.V.ドライヴ」。
深海 流太郎（ふかみ りゅうたろう）
声 - 優希比呂
使用ベイブレード - パイシーズD125BS（漫画版） / サーマルパイシーズT125ES（うお座）
アニメ第30話から登場。妖術師を職業とするブレーダー。白い装束を纏い化粧を施し、時代がかった口調で話す。髪は藍色。ベイバトルの際には扇子と神楽鈴を手にする。自ら未来を見通す力を持つと言い、チャレンジマッチでは他の参加者の、バトルブレーダーズでは自分の運勢を占っている。相手に幻覚を見せ五感を惑わす能力を持ち、炎の幻覚「秘技・火炎地獄」や吹雪の幻覚をバトルブレーダーズでの銀河戦で披露している。
ベガスシティのチャレンジマッチ1回戦で銀河と対戦し、妖術のような能力で彼を苦しめるが、まどかに妖術の正体がパイシーズの持つ気流と気圧を操る能力によるもので獅子暴風壁とほぼ同じ仕組みであったことを見破られ、偶然生まれた銀河の真空を生み出す新必殺転技（後のストームブリンガー）によって妖術を封じられ敗れる。試合後は銀河の強さを認め立ち去るが、その後参加したチャレンジマッチでトビオと共に竜牙に敗れその実力を買われて彼の軍門に下る。
バトルブレーダーズ1回戦では輝を破ったことで制裁は免れるが、大道寺がエルドラゴの餌にするためだけに仲間を集めていたことを知り憤慨する。その後エルドラゴに滅ぼされた未来を予知するが、2回戦での銀河とのバトルで彼に一筋の希望を見出す。試合に敗れた後は自ら扇子を破き足元に転がったままのパイシーズを放置して立ち去るが、決勝戦で銀河が竜牙を倒した後に姿を見せている。
日本代表選抜大会での成績は8位。また、他のブレーダーたちと一緒に銀河たちが遠征に出発するときの空港での見送りに来ている。
『4D』での出番はなかったが、銀河とラゴウの最終決戦を見守り、銀河に力を託す。
劇場版ではツインドームバトルに出場していないが、不吉な兆候を感じていたところを渡蟹に依頼され、銀河を破ったヘリオスに挑むことになる。しかしその妖術をまやかしだとするヘリオスの逆鱗に触れ、ディストーションドライブを破られ敗北する。その際に傷を負って正宗に担がれ、まどかの店で手当てを受ける。
ゲーム『爆神スサノオ襲来!』では他のダークネビュラの残党と違い中立の立場で登場し、条件次第で銀河たちに協力をする。また京都で有名な占い師とされ、神社を修行場にしている。『頂上決戦!ビッグバン・ブレーダーズ』では陰陽師の務めとして、悪しき心を持つ者を止めるために戦う。
（漫画版）
関西弁を扱う。バトルブレーダーズ1回戦で銀河に敗北するが、その後は銀河と友情を深め、彼らを見守る立場として度々登場する。日本代表決定戦Aブロック決勝戦のバトルロイヤルでも銀河に敗れ、アルティメットブレーダーズ3回戦第6試合でデュナミスに敗れる。
読み切り編『ソウルバースト』では、大会を観戦していた。
名前の由来は深い海とフカ。第9話で初登場した時のデザインがアニメ版に反映されているが、漫画ではその後ネーム段階で変更があったため、アニメとは異なるデザインとなっている。作者によると、ゲームセンターあらしと三国藤吉を足して2で割ったような感じだという。
彼の持つサーマルパイシーズのウィールは飛行機の翼のように気流を自在に変化させ、見えない空気の壁を作り出し相手の攻撃を受け流したり宙に浮いたりすることが可能。また、気圧を操って相手ブレーダーに直接めまいや頭痛を起こさせることができる。
必殺転技は「亜空転歪（ディストーションドライブ）」。
『頂上決戦!ビッグバン・ブレーダーズ』でのフェイス技は「ディストーションドライブ」、必殺転技は「ダークネスシュラウド」。
早乙女 輝（さおとめ てる）
声 - 岡本信彦
使用ベイブレード - アースビルゴGB145BS（おとめ座）
アニメオリジナルキャラクターで第34話から登場。元は100年に一度と呼ばれた天才バレエダンサーだったが、公演中の事故で足を怪我しバレエを断念せざるを得なくなる。失意の所をテレビの中の銀河の姿に励まされ、それを見た少女からアースビルゴをもらい、ビルゴを新たなプリマ、ベイスタジアムを新たなステージと称してブレーダーとなる。金色のウェーブが掛かった長髪が特徴。
自分を立ち直らせてくれた銀河に恩義を感じており、その恩返しとして彼と真っ向勝負を挑む。品が良く優雅な雰囲気で輝くことを信条としている。チャレンジマッチではヒカルを破り銀河を一時追い詰めるが、必殺転技のヒントを掴んで完成した銀河のストームブリンガーによって敗北する。
銀河との再戦を夢見てバトルブレーダーズへの出場を果たすが、1回戦で流太郎に敗北する。参加選手の中では唯一ダークネビュラと深く関わっていない。
『爆』では新生WBBA開催の大会で遊に敗北する。日本代表選抜大会での成績は9位。また、他のブレーダーたちと一緒に銀河たちが遠征に出発するときの空港での見送りに来ている。
『4D』での出番はなかったが、銀河とラゴウの最終決戦を見守り、銀河に声援を送っている。
劇場版ではツインドームマッチBブロックに出場するものの、試合自体は省略されている。その後、突如乱入してきたヘリオスに全く歯が立たずに敗北する。
ゲーム『爆神スサノオ襲来!』では銀河に協力する立場で登場し、十和田湖で足の怪我を感じさせない華麗なスケートを披露している。また中部エリアのアマテラス神宮で見た神楽のステップをビルゴに取り入れてベイバトルに応用している。
彼の使用するアースビルゴはバレリーナが両手を広げて回転し遠心力を得るように高速回転できる。トラックに内蔵された2つのメタルボールが外側に移動することで遠心力が増し、さらに回転が上がる仕組みになっている。また、その高速回転で気流を乱して空気の盾を作り出すことができ、ペガシスの攻撃すらものともしないほどの防御力を発揮した。
必殺転技は「ピルエット」、「グラン・ジュテ」、「シャッセ」、「アレグロ・アントルシャ」。
『頂上決戦!ビッグバン・ブレーダーズ』でのフェイス技は「アレグロ・アントルシャ」、「グラン・ジュテ」、必殺転技は「ホイールエッジ」。
毒島（ぶすじま）
声 - 草尾毅
使用ベイブレード - エスコルピオWD145B（漫画版）、エスコルピオD125D（DS第1作ゲーム版） / ロックエスコルピオT125JB（さそり座）
アニメ第37話に登場。部下と共に子供たちから強引にベイスタジアムを奪い、ベイを破壊するなどの悪事を行う。卑怯な手を使って宇宙とのバトルに一度は勝利するが、再戦時では銀河の加勢もあって宇宙に敗北する。
日本代表選抜大会での成績は15位。
ゲーム第1作では漫画版の設定で登場する。『爆神スサノオ襲来!』ではダークネビュラの残党として登場し、チームバトルを挑んでくる。『頂上決戦!ビッグバン・ブレーダーズ』でも竜牙から他のダークネビュラのメンバーと同じ扱いを受けている。
（漫画版）
ダークネビュラの一員で、竜牙直属のブレーダーとして登場する。幹部昇進を狙って銀河を倒そうとするが敗れ、落ちぶれる。その後バトルブレーダーズ予選での卑怯な戦いでケンタの眠っていた実力を目覚めさせてしまい、彼の必殺転技に敗れる。
裏設定ではかつては三流ブレーダーであり、密航する船を間違えてオホーツクに来た際に竜牙を襲うが返り討ちに遭い、竜牙に心酔するようになる。
彼の使用するロックエスコルピオはワイドボールボトムに無数の凹凸がついたジョグボールボトム（アニメではテクスチャーボールと呼ばれた）を搭載している。この凹凸がスパイクのように地面に食い込み、その場に踏み止まることができる。
必殺転技は「デスストーカー」（DS第1作ゲーム版）。
『頂上決戦!ビッグバン・ブレーダーズ』でのフェイス技は「ショットニードル」、「じらいしん」、「グラインドニードル」、必殺転技は「ビーストロアー」。

### 暗黒星雲（ダークネビュラ）
竜牙（りゅうが）
声 - 津田健次郎
使用ベイブレード - エルドラゴ105F（漫画版）、エルドラゴ90HF（DS第1作ゲーム版）⇒ライトニングエルドラゴ100HF⇒ライトニングエルドラゴ極龍Ver.（漫画版）⇒メテオエルドラゴLW105LF、メテオエルドラゴW105LF（超絶転生!バルカンホルセウス）⇒エルドラゴデストロイF:S⇒エルドラゴデストロイ ゴールドアーマードVer.（漫画版）、エルドラゴガーディアンS130MB（漫画版特別編）（りゅう座）
謎のブレーダー集団「ダークネビュラ」を率いる少年で、禁断のベイ・エルドラゴの使い手。髪型は一部に赤いメッシュが入った白色の短髪。自らやエルドラゴを「竜皇」と称する。傲慢な性格で「世界最強のブレーダー」を豪語するが、それに見合った圧倒的な実力を秘めており、ブレーダーとしてのプライドも高い。『4D』では四季の「夏」を司るレジェンドブレーダーに選ばれる。
かつて古馬村に封印されていたエルドラゴを奪い、その際に流星を破る。エルドラゴを手にしたとき、自らのパワーを使い果たしたためにカプセルの中で眠り続けていたが、銀河とペガシスの影響で目覚める。銀河を一度破った後は修行を繰り返し、バトルブレーダーズ開催まで残り1ヶ月の時点で急激な勢いでポイントを集める。
バトルブレーダーズ1回戦ではヒカルを、2回戦では翼を、準決勝ではキョウヤを破り、敗退した熊手三兄弟、双道兄弟、トビオ、渡蟹、大道寺に制裁を下し、彼らのベイをエルドラゴの餌として破壊している。しかしキョウヤとの戦いの最中、完全に覚醒したエルドラゴに乗っ取られる。決勝戦で完全にエルドラゴに支配されるが、銀河との戦いに敗れたことでエルドラゴの呪縛から解き放たれ、そのまま姿を消す。
『爆』ではビッグバンブレーダーズには参加せず、しばらく身を隠してエルドラゴに宿った暗黒の力を振り払うべく修行を続けていたが、氷魔と接触した後イタリアでシーザーに勝負を挑んだ翼の前に現れる。宇宙の力を取り込みさらに進化したメテオエルドラゴの力でウェルズとソフィを圧倒、シーザーのペルセウスも「玩具」と嘲笑し、翼に暗黒の力を克服するための助言を施す。Aブロック決勝戦直前にバトルブレーダーズでの借りを返すために銀河にバトルを挑むが、ギャラクシーペガシスの力を使いこなせていないことを忠告し、バトルを中断する。その後は放浪の旅を続けていたが、ジャックにHDアカデミーへ招待され、メテオエルドラゴのデータを分析させて欲しいとDr.ジグラットに依頼されるが拒否する。データを集めるために戦いを挑んできたゼオを一蹴し、施設を破壊して追手も振り払う。
その後決勝戦第2試合に乱入しジャックと対戦。ジャックの力量を測るためにわざと圧倒されていたが、吸収した回転エネルギーを開放し一気にジャックを撃破する。形式上ではガンガンギャラクシーの追加メンバーだったが本人にそのつもりは無く、乱入した目的は自分を利用したジグラットへの借りを返し自らの過去を清算するためで、第101話ではジグラットと決着を付けるためにメテオエルドラゴをスパイラルコアに打ち込みハデスシティを破壊する。その行為が銀河と正宗を救う結果を生み出し、その後暴走したスパイラルフォースを止めるために銀河に力を貸し、結末を見届けた後立ち去る。
『4D』では修行のため訪れたザーカン島の火山で、エルドラゴに星の欠片が宿りエルドラゴデストロイにパワーアップし、それを「自身の力で進化した」と思い込み、星の欠片で進化したことや自分がレジェンドブレーダーに選ばれたという銀河の話を信じようともしなかった。新たなベイを得たキョウヤと銀河に対し「使いこなせていない」と通告し、圧倒的な力でキョウヤ、銀河、ユウキを撃破する。その際にユウキのアヌビウスがパワーアップしたことで銀河の話を信じるようになるが、世界中のレジェンドブレーダーを自身の手で倒すことを伝え立ち去る。その後、モヘンジョ・ダロ遺跡の大会で圧倒的な勢いで勝ち進み、決勝でケンタを破る。銀河に力を貸して欲しいと食い下がるケンタを邪魔扱いするが、それでも一歩も引かないという彼の強い決意を聞き「俺を本気にさせてみろ」と自身の旅に同行することを認める。謎の光が宿ったというベイを賭けたバベルの塔の大会では翼と対戦し究極転技で撃破するが、光が宿るベイが大会を盛り上げるだけの偽者だと知り怒り、塔を破壊する。その後ベイスター島チャンピオンシップに出場し、自身の強さに興味を持って挑んできたキングと対戦する。回転の吸収ができない左回転のヴァリアレスを使うキングに徐々に追い詰められるが、それによって計り知れない底力を発揮し勝利する。結局は頂上に到達できず失格となり、決勝後は銀河たちとヨハネスたちが戦っている中、間に割って入りクリスのオリオンに宿る星の欠片の力を奪おうとするがケンタに制止され取り逃がし、銀河にいずれ星の欠片を奪うことを告げ立ち去る。
ネメシスの力に引き寄せられ制止するケンタと対戦し、何度も食い下がられ最終的に究極転技で破るが、エルドラゴのフェイスに傷を付けられ動揺する。その後マヤ文明の遺跡に辿り着き、そこで再会した大道寺の挑発に乗ってネメシスに挑んだことが仇となり、エルドラゴに宿る星の欠片の力を奪われネメシスの完全復活を許す。その後、ネメシスよりも竜皇が最強だと証明するために単独で「失われた王国」に乗り込みラゴウに勝負を挑む。最初こそ互角だったものの徐々に圧倒的な力で追い詰められ、大道寺に愚弄された上に嘲笑される。最終的に何度も意地を見せるが究極転技も破られ、ラゴウの必殺転技によって敗れ去り倒れる。後からやって来た銀河たちもネメシスの前に膝をつく中、ただ1人食らいつくケンタに対し一瞬ながら本気になったことを認め、自らの星の欠片の力をケンタに受け継がせエルドラゴと共に消滅する。
ゲーム第1作ではストーリー上では銀河と決着をつけないままで終わっている。北斗にエルドラゴに操られていると忠告されるが、エルドラゴが自分に力の使い方を教えてくれたと言い相手にしなかった。『爆神スサノオ襲来!』では1度はスサノオの前に屈するが、銀河に一時的に協力して再び戦いを挑む。『超絶転生!バルカンホルセウス』ではゲームクリア後のイベントで登場し、銀河の前に立ちはだかる。
（漫画版）
服装はバトルブレーダーズ編までは漫画独自のものだが、ビッグバンブレーダーズ以降はアニメと同じになる。言葉遣いも当初は荒々しかったがバトルブレーダーズの半ば頃からアニメと同じ口調になる。一度銀河を下しペガシスを破壊し、バトルブレーダーズにてベンケイ、宇宙、キョウヤを破り、決勝戦で銀河と再び対決する。バトルの最中、追い詰められて勝利の執念から自分の心をエルドラゴに捧げさらなる力を得てペガシスを追い詰めるが、銀河と仲間たちとの想いが一つになり生まれ変わったギャラクシーペガシスの銀河新星に敗北する。その際はエルドラゴを完全に破壊しなかったことに動揺するが、銀河の真っ直ぐな言葉に心打たれ敗北を潔く認めてその場を立ち去る。
その後ビッグバンブレーダーズ準決勝で、ブラジルチーム・グレイシーズが仕掛けた爆弾によって重傷を負った銀河の代わりに登場し、ランチャーを使わず手で回したベイでグレイシーズを撃破する。決勝戦では観戦しているファウストの前に現れバトルを挑み、勝利して彼のバサルトホロギウムの力をメテオエルドラゴに取り込みエルドラゴデストロイに進化させる。
アルティメットブレーダーズ2回戦ではオーストラリアのエアーズロックスタジアムで銀河と対戦する。ベイバトルポイントは3万と銀河の倍で初めはペガシスを追い詰めるが、2人ともバトルの中で急激に成長し互角の5万8千まで上昇する。最終的にわずかな差で敗北し、この勝負でベイバトルの楽しさを知る。その後ネメシスと戦う銀河に一度だけ力を貸すと言い、強力な心を送る。
番外編では銀河たちのようにギャグ顔にこそなっていないものの暑さに負けて負け惜しみを言いながらリタイアしたり、間違えて初代のベイを持ってくるなどコミカルな一面を見せた。
劇場版には登場しないが、前日談の外伝漫画ではペガシスの使い手を探すヘリオスと対峙し、その戦いによってライトニングエルドラゴがメテオエルドラゴに進化する。勝負は引き分けに終わり、「灼熱の太陽と天馬の戦いを見てみたくなった」という理由でペガシスの持ち主が銀河であることを彼に伝える。
作者によると初期デザイン案は漫画『AKIRA』の島鉄雄だったが、結果的に一番近い存在になったのは『マップス』のダード・ライ・ラグンだという。また、『EAT-MAN』の主人公ボルト・クランクの影響も受けている。
裏設定では竜の一族の王で、竜斗がいる村の祠の奥に眠っていたところを大道寺に目覚めさせられる。大道寺に与えられたヘッドバンドとガントレットは竜の一族に伝わる神器で、溢れるエネルギーを制御するが絶えず自分を浸食するため、常に己の精神を鍛えながら人のいない大地をさまようことになる。ダークネビュラを創設したのは大道寺であり、彼がブレーダーを育成し部隊を作ろうとしていたことに興味はなかったが、その中で問題を抱えた素質ある個々に声をかけたことが暗黒三闘士（翼、遊、水地）との出会いとなる。大道寺の離反によりダークネビュラの組織に関わることはなくなったが、三闘士に対しては信頼関係を保っている。好きなものはシャケ。
彼の使用するエルドラゴは左回転をするアタックタイプのベイで、アニメ版では敵と激突した瞬間に相手のパワーを吸収し自らのパワーにする能力を持つ。ライトニングエルドラゴの時は相手の怒りや憎しみなどの負のエネルギーを必要としていたが、メテオエルドラゴに進化後はそれらを必要とせずに、自身の力のみで相手の回転力を奪い自らの回転力に変えることが可能となる。相手が左回転の場合はパワーを吸収できない。
ライトニングエルドラゴはクリアウィールに3枚のウロコが出て連打攻撃を行うラッシュモードとクリアウィールがスライドし巨大なツメが出るレイジングモードがある。レイジングモードの仮名称はジェノサイドモードだったが、水地の技名に使われたために変更された。また、軸先に大きな穴が開いたホールフラットボトムによりアタックタイプとしては桁外れの持久力も併せ持つ。
メテオエルドラゴはウィールの向きを変えることで強襲モードと連打モードにモードチェンジすることができる。メテオエルドラゴには彼の使うアブソーブVer.の他に、玩具限定のアサルトVer.とラッシュVer.が発売された。エルドラゴデストロイはラバーにより回転力を奪う吸収モードと、ラバー部分をメタルフレームでカバーしメタルウィールの効果を最大限に発揮できる攻撃モードの切り替えが可能。またボトムのファイナルサバイブはバトル前半はホールフラットボトムで暴れ回り、後半は遠心力でシャープボトムに変形し持久戦に持ち込む。
漫画版では戦うたびに強くなり、バトルブレーダーズ1回戦のベンケイ戦でエルドラゴからライトニングエルドラゴに、準々決勝の宇宙戦でライトニングエルドラゴ極龍Ver.に、ヘリオス戦でメテオエルドラゴに、ファウスト戦でエルドラゴデストロイに、アルティメットブレーダーズ2回戦の銀河戦で黄金の破壊竜（ゴールドアーマードエルドラゴ）に進化している。
暗黒転技は「竜皇翔咬撃」、「竜皇天翔殺」、究極暗黒転技は「竜皇絶命爪」（漫画版）。
必殺転技は「ヘルストーム」（DS第1作ゲーム版）、「竜皇超斬撃」（超絶転生!バルカンホルセウス）。
究極転技は「竜皇剛覇翔」、「竜皇命壊破」。
銀河との合体転技は「天馬竜皇撃（ファイナルコンビネーション）」（漫画版）。
『頂上決戦!ビッグバン・ブレーダーズ』でのフェイス技はエルドラゴが「モードチェンジ」、「りゅうおうは」、「竜皇翔咬撃」、「りゅうおうひしょうざん」、「竜皇天翔殺」、エルドラゴIIが「モードチェンジ」、「りゅうおうめっさつえん」、「竜皇破砕撃」、「竜皇覚醒」、「りゅうおうごうしょうは」、必殺転技は「ダークネスストリーム」。
大道寺（だいどうじ）
声 - 子安武人
使用ベイブレード - ヴォルフD125B（漫画版）、ヴォルフ105SF（DS第1作ゲーム版）⇒ダークヴォルフDF145FS（おおかみ座）⇒グリサリスGOD-Ab（漫画版）⇒ネオ・ヴォルフ（トゥルー）GOD-Ab（漫画版）
ダークネビュラの幹部で、竜牙の側近。銀河に敗北したキョウヤの前に現れ、彼を利用するなどしてエルドラゴを唯一倒すことができるペガシスを持つ銀河を狙う。自ら試合に出ることはないが、キョウヤにハンデを与えた上で破り、フェニックスを追い詰めるほどの力を持つ。
エルドラゴにベイパワーを吸収させ最強のベイにすることで、この世界を竜牙の物にするという野望を抱き、エルドラゴの糧となる強いブレーダーを集めるためにバトルブレーダーズの開催を計画する。バトルブレーダーズでは大会運営委員長を務めている。
慇懃無礼で飄々とした態度と奇行が目立つ。髪型は前髪の一部がたれたオールバック。眼鏡をかけ、イタリア製のスーツを着用している。好物は生ハムとゴートチーズ、そしてオレンジジュース。また、サボテンに対して並々ならぬ想いを抱いている。年齢は明かされていないが遊に「おじさん」と呼ばれた際には否定している。作者によると「若いオッサン」。
バトルブレーダーズ準決勝の最中に竜牙の生贄にするために遊を捕らえ、遊を助けに来た氷魔とケンタも撃破するが、そこへ駆けつけたフェニックスに敗北し、ヴォルフも半壊する。そのバトルの余波で崩落した天井の装飾物により負傷し、フェニックスに負けた罰として竜牙に制裁を下され、ヴォルフも真っ二つに破壊される。
以降の消息は不明だったが『4D』でプルートの配下として登場し、彼の命令でラゴウを見つけ出しマヤの遺跡に連れてくる。再登場時は白髪になり右目に傷ができている。以前よりも凶悪な面を見せ、今まで忠誠を誓っていた竜牙に対して「虫ケラ」などと嘲笑する。またエルドラゴに目を付けた目的は破壊神ネメシスの復活にあり、竜牙にラゴウの代わりが務まると期待していたことを明かしている。
遺跡に乗り込んだ銀河たちの前に姿を現し、竜牙を卑下し挑発することでネメシスにエルドラゴの力を吸収させ、完全復活させることに成功する。その後、ネメシスが復活させた失われた王国に単独で乗り込んだ竜牙とラゴウが戦っている中、竜牙を愚弄した上に罵詈雑言を投げ掛ける。バトルの衝撃に巻き込まれるが、竜牙がラゴウに蹂躙される様に満足し狂笑しながら奈落の底へと落ちていった。
彼のその後については『メタルファイト ベイブレード ZEROG』を参照。
ゲーム『爆誕!サイバーペガシス』では宇宙から「ダイオキシン」や「オッサン」と呼ばれる。また、宇宙に暗黒転技「コズミックフォージ」を教える場面がある。
（漫画版）
ストームペガシスを手に入れた銀河にバトルを挑むが敗れヴォルフを破壊される。バトルブレーダーズ準決勝前では特訓を行う銀河たちをダークヴォルフで襲撃するが敗れ、このことが銀河に究極転技を覚えさせる結果となり、とんでもなく余計なことをしたと後悔する。決勝戦では銀河と竜牙のバトルを観戦しその後の消息は不明だったが、後にサングラスと迷彩服姿でビッグバンブレーダーズ準決勝前に登場し、銀河に復讐するためにグレイシーズに特殊な爆弾を渡す。その正体はアメリカチーム・スターブレイカーを陰で操る兵器会社「ハデスインク」の一員で、その総帥ファウストの部下。暴走した挙句に銀河に敗れた竜牙のことを失敗作と見限り、エルドラゴの禁断のパワーを研究し究極のベイとその使い手であるダミアンの育成に成功している。その後、決勝戦を観戦していたところを竜牙に乱入され吹き飛ばされる。
ネメシス復活後は体の一部を機械化した姿で登場し、ネメシスの使い手ラゴウの力を奪うことを画策する。コズミックノヴァを会得するために修行に励む銀河を妨害するために研究の全てをつぎ込んで作った精鋭部隊を率いて急襲するが、仲間の心でコズミックノヴァを習得した銀河に軽くあしらわれ、精鋭部隊を全滅され撤退する。その後、ネメシスとの最終決戦に挑む銀河にブレーダーたちが心を送り込む中、自身も不本意ながら心を送っている。
特別読み切り編『ソウルバースト』では、ビッグ・ロードを名乗り、大会スポンサーとしてグリサリスを手に大会の決勝に表れる。キョウヤのレオーネを撃破し、ベイをネオ・ヴォルフに進化させ、銀河を追い詰めるが、ブレーダーの心で蘇ったペガシスに敗れる。その後は、逃げ出している。
デザインのイメージはアニメ『天空の城ラピュタ』に登場するムスカ。下の名前は不明だが作者による裏設定では「シアン」であり、漢字表記の候補は「紫庵」などがある。
裏設定としてダークネビュラの関連企業が作っているスポーツ用品のブランドに「DAIDO‐G」があり、正宗が着用している服もそのひとつ。作者によると大道寺と正宗には何らかの関係があるとされるが本編では触れられていない。
彼の使用するダークヴォルフはアタック、ディフェンス、スタミナの三拍子揃った究極のバランスタイプと言われている。
必殺転技は「闇狼咆哮斬（ダークネスハウリングブレイザー）」、「ファングレギオン」（DS第1作ゲーム版）。
『頂上決戦!ビッグバン・ブレーダーズ』でのフェイス技は「ダークネスハウリングブレイザー」、「ダークネスバイト」、必殺転技は「ダークネスシュラウド」。
双道 ダン（そうどう ダン）&双道 レイキ（そうどう レイキ）
声 - 佐藤利奈
使用ベイブレード - 汎用ベイブレード⇒キラージェミオスDF145FS（ふたご座）
アニメオリジナルキャラクターで第12話から登場。コンビネーションプレイを得意とする双子の兄弟。銀河たちがダークネビュラのアジトに乗り込んだ際に行く手を阻むがキョウヤが双子両方を相手取ったことで銀河の最上階突入を許した上、ベイバトルにも敗北した。この時は「ツインズA」、「ツインズB」という名前だった。
第31話での再登場時にて本名が判明。大道寺にキラージェミオスを与えられていて、2人で1つのベイを操るブレーダーとなる。キョウヤに敗北してから自分たちの弱点を分析し、シングルマッチでも二人の力が発揮できるように役割分担を図る。基本的にはダンが作戦を決め、レイキが戦う。性格はダンは若干冷静でレイキは若干短気である。
ベガスシティのチャレンジマッチ1回戦でケンタと対戦。序盤こそ圧倒していたが、ケンタが攻めあぐねたことが逆に仲間割れを起こすきっかけになり敗北する。バトルブレーダーズ1回戦でも翼に敗北し、罰として竜牙に制裁を受け、ジェミオスを破壊されるが、決勝戦で銀河が竜牙を倒した後に無事に目を覚ます。
日本代表選抜大会では別々にエントリーしていて、ダンが11位、レイキが12位となっている。また、他のブレーダーたちと一緒に銀河たちが遠征に出発するときの空港での見送りに来ている。
彼らの使用するキラージェミオスはスタミナとアタックの2つの能力を持ち合わせたベイで、フラットシャープボトムは普段はスタミナタイプだが、いったん攻撃を受けるとアタックタイプに変化する。またメタルウィールは上下の形が違い、上の面が揺れる炎のように相手の攻撃をいなし、下の面が氷の刃のように鋭い攻撃を繰り出す。
必殺転技は「ブレイズウォール」、「アイシクルエッジ」、「ダウンバースト」。
『頂上決戦!ビッグバン・ブレーダーズ』でのフェイス技は「ダウンバースト」、必殺転技は「アッパースマッシュ」。ゲーム版では原作を反映していずれもレイキが単独でプレイヤーキャラクターとなっているが、必殺転技のカットインおよび勝利演出にはダンも登場する。
熊手 熊介（くまで くますけ）、熊手 熊太（くまで くまた）、熊手 熊次（くまで くまじ）
声 - 高木渉、鷹嘴翼、榊英訓
使用ベイブレード - ロックオルソD125B（おおぐま座）
アニメオリジナルキャラクターで第26話から登場。3人合わせて熊手三兄弟。長男の熊介は人材発掘のためにチャレンジマッチに送り込まれるが翼に敗れる。翼がダークネビュラに入る際のテストや彼の正体が発覚した際には兄弟3人がかりでバトルを挑むが、またしても敗れる。バトルブレーダーズ1回戦で熊介がキョウヤに敗北し、罰として3人とも竜牙に制裁を受けオルソを破壊されるが、決勝戦で銀河が竜牙を倒した後に無事に目を覚ます。
日本代表選抜大会では熊介が19位、熊太が18位、熊次が17位。また、他のブレーダーたちと一緒に銀河たちが遠征に出発するときの空港での見送りに来ている。
ゲーム『爆神スサノオ襲来!』では3人全員が独立したプレイヤーキャラクターとなっており、それぞれベイの性能や必殺転技が異なる。以降の作品では熊介が単独でプレイヤーキャラクターとして登場する。
必殺転技は「サーモンスラップ」。3人での必殺転技は「トリプルオルソーステップ」、「熊手三兄弟アタック」。
『頂上決戦!ビッグバン・ブレーダーズ』でのフェイス技は「サーモンスラップ」、「オルソーステップ」、必殺転技は「スラッシュサイス」。
水地 零士（みずち れいじ）
声 - 渡辺明乃
使用ベイブレード - ポイズンサーペントSW145SD（へび座）
アニメ第40話から登場。ダークネビュラのナンバー2で、大道寺が新たに用意した切り札。ダークネビュラが唯一純正培養したブレーダーであり、竜牙以外では唯一の暗黒転技の使い手。ダークネビュラ本部のデータベースにデータは入っておらず、チャレンジマッチの出場記録はほとんど無い。
前髪に黄色のメッシュが入った赤毛（漫画では全てが赤）のセミロングで、蛇の目のような髪飾りを付けている。一見寡黙そうだが、破壊やそれにより人が壊れる姿を見るのを楽しむ狂気的かつ凶悪な性格の持ち主で、怒るとバトルが終わった後でも相手のベイを完全に破壊するまで止めない。また、前髪で隠されている眼光は鋭い。
バトルブレーダーズ1回戦で氷魔のアリエスを破壊し、遊との制裁バトルの際もリブラをボロボロに削る。2回戦でケンタのサジタリオを破壊し、準決勝でも銀河を後一歩の所まで追い詰め恐怖のどん底に突き落とそうとするが、逆に恐怖を与えるどころかその強さが銀河を喜ばせる結果となり、その笑顔に動揺し暗黒転技を見切られストームブリンガーによって敗北、絶叫した。決勝戦終了後には姿を見せている。
日本トップ20のブレーダーとしてランクされているが、『爆』の日本代表選抜大会には姿を見せておらず、『4D』でも登場していない。
ゲーム『爆神スサノオ襲来!』ではダークネビュラの残党として登場し、古馬村で特訓をする銀河を襲うが新必殺転技「クリムゾンバースト」で一撃で敗れる。
（漫画版）
暗黒三闘士（ダークトライデント）の1人で、三闘士の中でも最も残酷と恐れられている。バトルブレーダーズ1回戦ではフェニックスに不戦勝し、準々決勝ではトビオのカプリコーネをボロボロに削り勝利するが、準決勝で銀河のペガシスに一撃でサーペントを破壊され敗北する。
特別読み切り編『ソウルバースト』では、ほかの暗黒三闘士2人と大会を観戦していた。
名前は「蛟」からで、竜より下の蛇をイメージしている。
裏設定では竜の一族の眷族にあたり、覚醒モードを持つ。頭に着けている飾りは大道寺製の竜牙のヘッドバンドの下位バージョンで、感情コントロールに使用している。また、暗黒三闘士である水地は「感情」の力を暗黒転技に使用している。彼にとっての竜牙は絶対で、畏怖に近い感情がある。
彼の使用するポイズンサーペントは小さな攻撃を蓄積していくことで大きなダメージとし、相手の回転を弱らせる。このことを水地は蛇の毒と例えている。またトラックの刃を裏返すことで攻撃モードと防御モードを切り替えることが可能であるが、銀河と戦うまでは本気を出さず防御モードのみでバトルしていた。
暗黒転技は「ベノムジェノサイド」、「クリムゾンエッジ」（漫画版）。
『頂上決戦!ビッグバン・ブレーダーズ』でのフェイス技は「ベノムジェノサイド」、「デスストラングル」、必殺転技は「ベノムチョーク」。

## 世界のブレーダー（『爆』から登場）

### 日本代表チーム ガンガンギャラクシー
チーム名はかつて存在したベイブレード公式総合サイト名に由来している。アニメ版では流星が名づけたもの。
鋼 銀河
角谷 正宗
大鳥 翼
天童 遊
天野 まどか

### 中国代表チーム 王虎衆（ワンフージョン）
王 大翔（ワン・ダーシァン）
声 - 羽多野渉
使用ベイブレード - ロックギラフR145WB、ロックギラフR145WD（4DxZEROG アルティメットトーナメント）（きりん座）
アニメ第58話から登場。中国13億人の中から選び抜かれた最強の四天王・王虎衆のリーダー。一部が黄色の跳ね上がった黒い長髪が特徴。
真面目な性格で歴史の伝統を重んじ、チームをまとめ上げる器量を備えている。練習場である「ベイ林寺」に銀河たちが訪れた際には敵である彼らにも友好的に接する一方策士な一面も見せ、結果的には正宗に阻止されたものの言葉巧みに銀河をバトルに誘い、本戦前に手の内を探ろうとしていた。
中国で行われたビッグバンブレーダーズ1回戦最終試合で銀河と対戦し、自分と銀河では背負っている物が違うと豪語し後一歩の所まで追い詰めるが、全国のブレーダーの思いを背負った銀河のスターゲイザーによって敗北する。その後、次の会場へ向かう銀河たちの見送りに来て再戦を約束し、ギリシャの戦士の祭典で銀河たちがエクスカリバーに敗れた際にはメンバーと共に激励に訪れている。敗者復活戦を勝ち上がりワイルドカードを得てAブロック3回戦のエクスカリバーとの試合に臨むが、自分がシーザーと戦う前にチーユンたちが敗北して出場機会を失う。銀河との再戦の約束を果たすことはできなかったが、チーユンを責めることはせずに彼を労う。
決勝戦前日にはメンバーと共にアメリカまで赴き、共に戦った友である銀河たちを助け世界を制する夢を果たすためにガンガンギャラクシーの追加メンバーを買って出るが、規約違反のために断念する。大会終了後に銀河たちと共にハデスシティに乗り込んだ際、立ち塞がったシーザーに戦いを挑んで勝利する。
『4D』では銀河たちがレジェンドブレーダーを探すために中国を訪れた際に、ベイ林寺を襲ったヨハネスとバトルし追い詰めるが試合を放棄される。タッグトーナメント「登竜門」ではチーユンと組んで出場し、準決勝まで勝ち上がるが銀河とユウキに敗北する。
（漫画版）
最年少にして王虎衆のリーダーにのぼりつめた非情のブレーダーで、敗北は決して許さない容赦のない性格。ビッグバンブレーダーズ1回戦勝ち抜きバトルの第1試合で敗北したチーユンに対して中国13億人の誇りを傷付けたと叩いて制裁して切り捨てようとした。第2試合では正宗の必殺転技を破り勝利するが最終試合で銀河に敗北し、その戦いを通じて失敗で強くなれるということを学び考えを改めチーユンに詫び、間違いに気付かせてくれた銀河たちに感謝の意を示す。その後は銀河の良きライバルとなり決勝戦前にはパーティーに参加して銀河たちを祝福する。その最中に現れシーザーを倒したダミアンをキョウヤたちと共に倒そうとするが敵わず心を吸収され倒れる。決勝戦では魂の状態で銀河に力を貸し、試合後に改心したダミアンが心を開放したことで目を覚ます。アルティメットブレーダーズでは3回戦第8試合でティティに敗北する。
デザインのイメージは歌舞伎の連獅子。
彼の使用するロックギラフは星座とは異なり中国の伝説上の生物・麒麟をモチーフにしている。トラックはラバー製になっていて、攻撃されたときに形をゆがめて受け止めることで相手の攻撃の衝撃を吸収し、そのままはね返すことができる。
必殺転技は「麒麟昇天」、「剛腕一閃」、「剛腕連撃」、「疾風怒涛」、「爆砕撃破」、「堅固鉄壁」、「流麗走舞」、「絶対柔激」（漫画版）。チーユンとの合体必殺転技は「天覇撃滅掌」。
『頂上決戦!ビッグバン・ブレーダーズ』でのフェイス技は「剛腕連撃」、「疾風怒涛」、必殺転技は「ストーンクラッシュ」。
李 赤雲（リー・チーユン）
声 - 斎賀みつき
使用ベイブレード - サーマルラチェルタWA130HF（とかげ座）
アニメ第53話から登場。王虎衆の副将を務める小さな少年で、ベイ林寺の厳しい特訓で育んだ中国拳法の型に基づいた攻撃を得意とする。帽子をかぶっており、髪型は紫色の三つ編みだが幼少は坊主頭だった。冷静な性格だが試合では熱くなることもある。戦いに勝つためには努力を怠らないが、時折自信過剰な面を見せ、それが思わぬ災いとなり不利な状況に追い込まれることもある。一人称は「チーユン」。
かつて地元では負け知らずのブレーダーだったがベイ林寺では落ちこぼれであり、寺から立ち去ろうとした所をダーシァンと出会い、それを機に強さを手に入れ、以降はダーシァンを慕い彼の夢は自分の夢としている。
日本に偵察のために訪れ、世界大会の前哨戦としてメイメイと共に銀河と正宗に戦いを挑み抜群のコンビネーションで追い詰める。ビッグバンブレーダーズ1回戦第1試合でのチャウシンのバトルを見て彼が本気を出せば自分すら危ういことに気付き、チャウシンに負けないことを証明しようとする。そして第2試合の翼との対戦では、わざと執拗に挑発を繰り返して翼に本気を出させようとし、その結果、暗黒の力を暴走させた翼に追い込まれるが、最終的に翼の自滅によって辛うじて勝利する。結果には納得していないようで試合後も自分に修行を課す。その後敗者復活戦を勝ち上がりAブロック3回戦のエクスカリバーとの試合に出場したが、第2試合でゲオルグの圧倒的なパワーに敗北する。
97話にてダーシァンをハデスシティに行かせ、チャウシンとメイメイと共に足止めしていたエンソたちを退ける。
『4D』では銀河たちが再び中国を訪れた際に素人同然のユウキをレジェンドブレーダーと認めようとしなかったが、ダーシァンと組んで出場した登竜門の準決勝で銀河とユウキに敗北した後は多少認めるようになる。
続編の『ZEROG』では、帽子を取った姿が描かれており、作者によると頭が落ち着かず、頭に何か乗せると少し安心するという。
（漫画版）
ビッグバンブレーダーズ1回戦の勝ち抜きバトルで一番手として正宗と戦いラチェルタの放つカマイタチ攻撃で彼を苦しめるが、銀河たちの機転により技を見切られ敗北する。ダーシァンを恐れていて「さま」を付けて呼ぶ。敗北直後にダーシァンに見捨てられ絶望するが、銀河から失敗でもっと強くなれることを教わり、銀河に敗北して考えを改め謝罪するダーシァンを笑顔で許す。アルティメットブレーダーズでは3回戦第5試合で正宗に敗北する。
デザインのイメージは『霊幻道士』などの中国系や『ヴァンパイア セイヴァー』のキャラクター。
彼の使用するサーマルラチェルタはバランスタイプだが、トラックのウイングが攻撃力を高めている。漫画版では青竜刀のような形をしたウイングトラックを高速回転することで真空の刃を作り出し、見えないカマイタチで攻撃することができる。
必殺転技は「堅固鉄壁」、「円舞雷刀」、「穿橋一撃」、「疾風連撃」、「旋風烈脚斬」、「蜥蜴百烈斬」（漫画版）。メイメイとのフォーメーション技は「天地一陣」、「泰山二陣」。ダーシァンとの合体必殺転技は「天覇撃滅掌」。
『頂上決戦!ビッグバン・ブレーダーズ』でのフェイス技は「旋風烈脚斬」、「穿橋一撃」、必殺転技は「ファイアボール」。
チャウシン
声 - 高橋広樹
使用ベイブレード - ビルゴED145ES & ポイズンビルゴED145ES（おとめ座）
アニメオリジナルキャラクターで第59話から登場。王虎衆の切り込み隊長。茶色のショートヘアーと泣きボクロが特徴。ベイバトルをファッションの一環だという考えから、王虎衆のメンバーでありながら一度も合同練習に参加せず、ベイバトルで本気を出すのはカッコ悪いと公言している。チーユンからも「チャラい」と言われて嫌われているが、それでも本気を出さずにメイメイを倒すほどの実力を持つ。プレイボーイの美形で、地元の女性たちからアイドル並に人気が高い。太極拳の動きをベイバトルに取り入れていて、相手の攻撃を受け流しダメージを受けさせない戦いをする。
ビッグバンブレーダーズ開催前の野試合で一度は正宗を下すが、試合を見ていたダーシァンに「運が良かっただけだ」と突き放され、1回戦第1試合で力の使い方を覚えた正宗に敗北する。正宗の試合を通じて考えを変えたようで、その後は銀河に敗れてショックを受けるダーシァンを自分なりに励ましたり、練習を行うようになる。後にワイルドカードを得てAブロック3回戦第1試合でのメイメイとのタッグバトルでユーロチームのウェルズとソフィを相手に戦い、絶妙なコンビネーションで2人を追い詰めるが最終的にグランデゥカリオンによって敗れる。
97話にて自ら体を張りダーシァンをハデスシティに行かせ、ハデスインクと戦う。
登竜門ではメイメイと組んで出場するが、1回戦で銀河とユウキに敗北する。
女性の扱いにも長けているようで、ギリシャで銀河たちと再会した際には怒り心頭のまどかをなだめたこともある。メイメイの間違った日本語にツッコミを入れることが多い。
アニメの中では4層の初期型ベイを扱う数少ないブレーダー。4層ベイは練習用で、大会やゲーム版ではカスタマイズしたハイブリッドウィールのベイを使用する。
彼の使用するビルゴは変形ウィールによって相手の攻撃を受け流すビルゴ本来の特性に加え、太極拳の動きでビルゴそのものを円運動させ相手のパワーをいなすことができる。
必殺転技は「猛女閃光」、「金剛双手」、「烈華百撃」、「旋風青竜斬」、「左右倒巻肱」、「ボルカニックバッシュ」（頂上決戦!ビッグバン・ブレーダーズ）。
メイメイ
声 - 中原麻衣
使用ベイブレード - アクアリオ105F / ストームアクアリオ105F（超絶転生!バルカンホルセウス） / クレイアクアリオ105F（頂上決戦!ビッグバン・ブレーダーズ）（みずがめ座）
アニメオリジナルキャラクターで第54話から登場。王虎衆の控え選手でチャイナ服と団子頭が特徴の少女ブレーダー。明るい性格だが片言の日本語を使い、銀河に挑戦状を渡そうとする際に招待状と言って銀河たちを勘違いさせるなど、抜けている一面もある。また他にも間違った日本語を使うことが多い。一人称は「メイメイ」。
ビッグバンブレーダーズ開催前に、日本でチーユンと共に銀河と正宗を相手にタッグバトルを挑むが敗北する。
後にワイルドカードでのAブロック3回戦第1試合でのチャウシンとのタッグバトルで、初めて大会への出場機会を得る。ユーロチームのウェルズとソフィを相手に戦い、絶妙なコンビネーションで2人を追い詰めるが、最終的にグランデゥカリオンにより敗北する。
97話にてダーシァンをハデスシティに行かせ、ハデスインクと戦う。
登竜門ではチャウシンと組んで出場するが、1回戦で銀河とユウキに敗北する。
（漫画版）
読み切り編『ソウルバースト』に登場。バトル終了後の銀河に声をかけている。
チャウシン同様4層型のベイを扱う数少ないブレーダー。ゲームでは初期型ベイが登場しないので、作品ごとに異なるゲームオリジナルのハイブリッドウィールのベイを使用する。
必殺転技は「猛虎円舞」、「鳳凰飛翔」、「闘蛇一閃」、「中国四千年のビッグウェーブ」、「ドリルクラッシュ」（頂上決戦!ビッグバン・ブレーダーズ）。チーユンとのフォーメーション技は「天地一陣」、「泰山二陣」。

### ユーロ連合代表チーム エクスカリバー
ジュリアス・シーザー
声 - 桐井大介
使用ベイブレード - グラビティペルセウスAD145WD（ペルセウス座）
アニメ第63話から登場。イタリア代表のブレーダーで、27の国々が所属するユーロ連合から選び抜かれた代表チーム・エクスカリバーのリーダー。金色の長髪が特徴。イタリアでも最大規模の財閥であるシーザーコンツェルンの御曹司でもある。
あらゆる頂点に立つことを義務付けられたシーザー家の当主を継ぐにために、ベイだけではなく学業・スポーツ・芸術など多数の分野を極めている。指導者としての器も研くために帝王学も学んでおり、それらに基づいて休む間も無い厳しいスケジュールをこなす。その圧倒的な実力と統率力から、ユーロのブレーダーたちからは希望の存在として多大な信頼を得ているが、実はシーザー自身はベイブレードそのものには無関心で、ビッグバンブレーダーズ参加も家業を継ぐための単なる通過点としか認識していない。
ビッグバンブレーダーズ1回戦では単身で中東チームに打ち勝ち、戦士の祭典で銀河と正宗を一撃で倒す。イタリアで行われたAブロック決勝戦第3試合で銀河と戦い、自分にとって勝利とは呼吸をすることと同義で当たり前のことだと称す一方で、圧倒的な実力者と見抜いた竜牙に勝った銀河を倒すと宣言し、その圧倒的な力で追い詰めるが、ギャラクシーペガシスの真の力を引き出すことに成功した銀河の新必殺転技スターダストドライバーにより敗北する。
銀河たちに敗北後、失った誇りを取り戻すためにプライドを捨ててメンバーと共に猛特訓を重ね続けていたが、自信家ぶりは変わらず自身を「皇帝」と称す。しかし決勝トーナメント準決勝第2試合において、スターブレイカーのダミアンに一方的に痛めつけられ、恐怖に怯えたその表情にかつての皇帝としての面影を無くす。それを見かね反則覚悟で助けに入ったウェルズとソフィと共に再度ダミアンに挑むが、ケルベクスのヘルズゲートによって逆に完膚なきまでに叩きのめされ、ダミアンによって自身が「弱い」ことを、嫌と言うほど認識させられる。
大会終了後、Dr.ジグラットによってシーザーコンツェルンを買収され、一族が経営する全ての土地や建物、財産を差し押さえられる。シーザーコンツェルンの名前だけは残すことを約束され、不本意ながらも彼に従う。第96話でジグラット側として銀河たちの前に現れるが、銀河に理由を聞かされても歯軋りして黙っているだけで、何も答えることができなかった。アルゴとともに正宗とダーシァンを相手に戦うが、そこへ助けに来たナイルに妨害され撤退する。
後に銀河たちがハデスシティに乗り込んで来た際は、自分を説得に来たウェルズとソフィを撃破し、戦いを挑んできたダーシァンにベイブレードのために全てを失ったと愚痴をこぼすも、ベイブレードを自身の世界制覇のための道具にしていることから、ベイブレードに全てを捧げているダーシァンの怒りを買い、敗北する。しかしウェルズとソフィの励ましを受け、この戦いを通じて自分が「弱い」ことを前向きに捉えるようになり、清々しい笑顔でウェルズとソフィにエクスカリバーのリーダーとして再び立ち上がることを誓う。
『4D』ではレジェンドブレーダーを探している銀河たちに、星の欠片が宿っているかもしれないという神の剣と呼ばれる伝説のベイが封印されていることを連絡し神殿にゲオルグと一足先に向かうも、銀河たちが到着したときに姿を現しすでに誰かが奪った後だったことを伝える。
（漫画版）
アニメとは異なりエクスカリバーのメンバーは彼のみで弟のネロと父親が登場する。年齢は銀河の1、2歳上をイメージされている。
ビッグバンブレーダーズ1、2回戦を1人で圧倒的な力で勝ちあがる。2回戦直後に宣戦布告をしてきた正宗に対して傲慢な態度を見せ、準々決勝第1試合では正宗を痛めつけて勝利する。2試合目ではその冷酷な態度に憤慨した銀河の怒りの力に加えてユニコルノのコートシャープボトムを組み込んだペガシスに敗北する。ネロによればシーザーが冷酷な性格になったのは、6年前にベイブレード大会で1位を取ったことで多忙でほとんど自分たちに構ってくれない父親に初めて褒めてもらい、1番を取り続ければ父親に認めてもらえると解釈し、それ以降は勝ちを取るためなら相手を情け容赦なく叩き潰すことも厭わなくなったという理由から。銀河に敗北した直後に、考えを改めた父親と和解し、そのきっかけとなったベイブレードに感謝して涙を流して本来の性格を取り戻す。
以降は銀河の良きライバルとなり決勝戦前にはパーティーに参加して銀河たちを祝福する。そのパーティーの最中に現れたダミアンと対戦するが、一瞬で敗れ心を吸収され倒れる。決勝戦では魂の状態で銀河に力を貸し、試合後に改心したダミアンが心を開放したことで目を覚ます。アルティメットブレーダーズでは優勝候補とされていたが、コロッセオスタジアムで行われた3回戦第2試合でキングのヴァリアレスに敗北する。
彼の持つグラビティペルセウスは左右両回転に対応した特殊なベイで、クリアウィールの向きでディフェンスモードとカウンターモードを切り替えるモードチェンジを搭載し、2つの回転方向×2つのモードで合計4つの防御パターンを使い分ける4重防御型となっている。カウンターモードはメデューサの眼と呼ばれ、強力な力場を発生し重力をコントロールして相手の動きを封じることができる。パワーアップ後は超高速回転でメデューサの眼と同じ超重力弾を撃ち出すことが可能になり、左回転時は超重力弾を拡散させることもできる。アニメでは実際の玩具同様、両回転対応のベイランチャーで試合ごとに回転方向を変えているが、漫画では試合中に自由に方向を変えられる。
必殺転技は「ブラックエクスカリバー」、「グラビティブレイブ」、「X（クロス）ブラックエクスカリバー」（漫画版）、「カイザー・スラッシュ」（超絶転生!バルカンホルセウス）。
『頂上決戦!ビッグバン・ブレーダーズ』でのフェイス技は「モードチェンジ」、「スラッシュタイフーン」、「シールドフラッシュ」、「インビジブルアタック」、「イージスのかご」、必殺転技は「クロススラッシュ」。
ウェルズ
声 - 細谷佳正
使用ベイブレード - グランドケトスWD145RS （くじら座）
アニメ第67話から登場。イギリス代表のブレーダーで、エクスカリバーの一員。片目が隠れた茶色のショートヘアーが特徴。ギリシャに訪れた銀河たちの目の前で、襲ってきた相手のベイを宣言通り3秒でバラバラにする腕前を披露する。戦士の祭典では銀河たちを「馬の骨」と称し門前払いするが、後に再会した際にはまどかの荷物を持つなど紳士的な一面を見せる。練習試合ではソフィとのコンビでゲオルグに技を出させる前に破っている。
ビッグバンブレーダーズAブロック3回戦第1試合で、ソフィとのタッグバトルでメイメイ、チャウシンと戦う。2人の絶妙なコンビネーションに苦戦しているように見せかけていたが、これはシーザーが命じた観客を盛り上げるための演出で、最終的にグランデゥカリオンで2人を撃破する。その後Aブロック決勝戦前の野試合で翼に襲われたシーザーを救援するが、突如現れた竜牙にはソフィとの二人掛かりでも全く歯が立たず返り討ちに遭う。Aブロック決勝戦第2試合でのタッグバトルではソフィと共に翼と遊を追い詰めるが、暗黒の力を克服した翼に一撃で敗北する。
決勝トーナメント出場時には今までに無い猛特訓を重ね、さらなる力を発揮できるようになる。しかしダミアンに追い詰められたシーザーを助けるためにソフィと共に反則覚悟で乱入し3人掛かりでダミアンに挑むが、逆にケルベクスのヘルズゲートにより圧倒的な力を見せつけられ、完膚なきまでに叩きのめされる。
第97話にて銀河の前に現れ、シーザーがジグラット側についたことを知り、彼に誇りを取り戻させるために銀河たちに協力する。
（漫画版）
ソフィ、ゲオルグと共に名前は表示されておらず、選手としてではなくシーザーの部下として登場している。3人のベイは描かれていないがベイを構える描写はある。3人ともシーザーの忠臣をイメージして首輪のモチーフが入っているが、作中では描かれていないところで徐々に友情を深めており、良き仲間となっている。
彼の持つ青きグランドケトスはあらゆる攻撃を跳ね返す鉄の壁と呼ばれる。また、ウェルズとソフィの2つのケトスは「シーザーの双璧」と呼ばれ、戦士の祭典で正宗に破られるまでは突破した者は誰もいないとされていた。
必殺転技は「グランフリート」。ソフィとの合体必殺転技は「グランデゥカリオン」。
『頂上決戦!ビッグバン・ブレーダーズ』でのフェイス技は「メイルシュトロームアタック」、必殺転技は「アッパージャンプ」。
ソフィ
声 - 喜多村英梨
使用ベイブレード - グランドケトスT125RS（くじら座）
アニメ第67話から登場。フランス代表の女性ブレーダーで、エクスカリバーの一員。髪型はウエーブが掛かったロングヘア。考古学者を目指しており、ベイを使って海に沈む遺跡を発掘したことも。プライベートでは温厚に振る舞い屈託の無い微笑みを見せることもあるが、ブレーダーとしては毅然とした態度を見せる。特に戦士の祭典では、ユーロ連合の「聖地」とされる闘技場をソニックバスターで砂にした遊に激しく憤り、容赦無い一撃で倒している。
ビッグバンブレーダーズAブロック3回戦第1試合で、ウェルズとのタッグバトルでメイメイ、チャウシンと戦い、ウェルズと同じく演出のために彼らに苦戦しているように見せていたが、最終的にグランデゥカリオンで2人を撃破する。その後Aブロック決勝戦前に翼に襲われたシーザーを救援しに行き、突如現れた竜牙にウェルズとの二人掛かりでも全く歯が立たず止めを刺されそうになったが、シーザーの援護で事無きを得ている。Aブロック決勝戦第2試合でのタッグバトルではウェルズと共に翼と遊と戦うが、暗黒の力を克服した翼に一撃で敗北する。
決勝トーナメント出場時にはウェルズ同様に猛特訓でさらなる力を発揮できるようになり、シーザーを助けるためにウェルズと共に反則覚悟で乱入するが、ケルベクスのヘルズゲートにより完膚なきまでに叩きのめされる。
第97話にてシーザーに誇りを取り戻させるために銀河たちに協力する。
ゲーム『頂上決戦!ビッグバン・ブレーダーズ』ではヒカルのことを知っているようで、対戦時には会えて光栄だと語っている。
（漫画版）
シーザーの部下として登場。やや高飛車な面を見せている。
彼女の持つ白きグランドケトスはあらゆる攻撃を飲み込む渦潮と呼ばれ、トルネード125のトラックが強力な遠心力とダウンフォースで空気の大渦潮を発生させる。
必殺転技は「グランシュトローム」、「グランヴィクトワール」。ウェルズとの合体必殺転技は「グランデゥカリオン」。
『頂上決戦!ビッグバン・ブレーダーズ』でのフェイス技は「メイルシュトロームアタック」、必殺転技は「ダブルレーザー」。
ゲオルグ
声 - 江川央生
使用ベイブレード - グランドカプリコーネ145D（やぎ座）
アニメ第75話から登場。ドイツ出身の巨漢ブレーダーでエクスカリバーの控え選手だが、正規メンバーに劣らぬ腕の持ち主。髪型は坊主に近い黒い短髪。ユーロきってのパワーブレーダーで、そのパワーシュートから放たれたベイの速度はウェルズから「世界最速クラス」と評されている。努力型のブレーダーでもあり、超重量のバーベルを用いたベンチプレス千回などの厳しい鍛錬により、そのパワーを最大限にまで引き上げており、相手が誰であれシーザーたち3人のように油断はしない。正宗のユニコルノが一点を貫く鋭い槍と呼ばれるのに対し、全てをなぎ払い打ち砕く斧、破壊の斧と形容される。
ビッグバンブレーダーズAブロック3回戦第2試合で初めて試合に出場しチーユンを撃破する。続く決勝戦第1試合では必殺転技を破られ苦しみながらも小細工無しの真っ向勝負で正宗を撃破し、勝利後に正宗の強さを称えて認めている。
決勝トーナメント準決勝第1試合ではジャックと対戦し、追い詰められ一度は勝負を諦めかけるがシーザーの叱咤によって限界の果てにあるパワーを引き出し真っ向勝負で挑む。しかしキラービフォールの無限の持久力に敗北し、グランドカプリコーネを切り刻まれ彼自身も立ったまま力尽きる。
第97話にてシーザーに誇りを取り戻させるために銀河たちに協力し、正宗たちをハデスシティに行かせるために足止めしていたセレンたちと戦う。
（漫画版）
シーザーの部下として登場。シーザーに近付いた正宗を締め上げるなど気性が荒い面があるが、シーザーが父親と和解した際にはウェルズたちと共に笑顔を見せている。
彼の持つグランドカプリコーネはアタックとディフェンスの特性を兼ね備えており、驚異的な重量故に扱いが難しいが、彼の圧倒的なパワーによってその重量が最大限に生かされている。
必殺転技は「シュツルムナーゲル・エアスター」、「シュツルムナーゲル・ツヴァイター」、「シュツルムナーゲル・ドリッター」、「アイゼンシュバルツ」、「アースクェイクボム」（頂上決戦!ビッグバン・ブレーダーズ）。

### 中東代表チーム デザートサンダー
ガスル
声 - 川島得愛
使用ベイブレード - ストームノーザンクロス125FS（はくちょう座）
アニメオリジナルキャラクターで第63話に登場。
チームメイトのカーテ、ジダンと共に気さくで人当たりがよく銀河たちとも打ち解け、まどかからも感じが良いと評されている。ビッグバンブレーダーズ1回戦第1試合で先鋒としてシーザーと戦うが敗れる。その後はワイルドカード戦に出ていたが得ることはできなかった。
彼の使用するノーザンクロスは、連続アタックや上空からの急降下アタックを得意とする。
『頂上決戦!ビッグバン・ブレーダーズ』でのフェイス技は「クロスアッパー」、「クロスチャージ」、必殺転技は「デザートキャレス」。
カーテ、ジダン
声 - 山中真尋、中西英樹
使用ベイブレード - ロッククロウ125FS（からす座）
アニメ第63話に登場。ガスル同様気さくで人当たりが良く加えて仲間想い。
砂漠の砂も物ともしないほどの腕前だが、ビッグバンブレーダーズ1回戦第2試合での2対1の変則バトルでシーザーのグラビティペルセウスの両回転に敗れる。
（漫画版）
名前は表示されず、使用ベイはアニメ版とは異なる。アニメ同様シーザーと2対1の変則バトルを行うが敗北する。
特別読み切り編『ソウルバースト』でも、1コマのみ登場している。
必殺転技はコンビ技「クロウクラッシャー」。
『頂上決戦!ビッグバン・ブレーダーズ』でのフェイス技は「ブラックストライク」、「ブラックウイングアッパー」。

### ロシア代表チーム ラヴーシュカ
アレクセイ
声 - 下和田ヒロキ
使用ベイブレード - ヴォルフ宇宙仕様（バーンヴォルフSW145WD）（おおかみ座）
アニメ第64話から登場。ロシア最先端の施設、SK宇宙訓練センターで宇宙科学について研究している科学者の少年で、ラヴーシュカのチームリーダー。眼鏡と茶色のボブヘアが特徴。
宇宙研究の一環としてベイブレードを使っていて、ロケットに乗って宇宙へ行くという夢のためにスポンサー獲得を狙い、ビッグバンブレーダーズ優勝を目指す。そのため、どんな卑怯な手を使ってでも勝たなければならないとプーテンに命令され、止むを得ずまどかの端末のデータを盗むなどの卑怯な手段を使うことを強要されるが彼自身はそれを快く思っていない。
2回戦第2試合で遊と対戦し、自らが設計した波動エネルギーが出る特殊なスタジアムで戦うことで遊の必殺転技を封じるが、遊にスタジアムを破壊されることで波動と自らの必殺転技を封じられて敗北する。しかし彼が開発したヴォルフ宇宙仕様の価値が認められ、それによってスポンサーを獲得することには成功し、試合後に卑怯な手を使って戦ったことを銀河たちに詫びる。第70話では3回戦に復活するための敗者復活戦を行っている。
『4D』ではスフィア360のスタジアム開発にロシアが技術協力したため、招待選手としてドーラ、ノワグマと共に出場する。ネメシスにより世界各地で異常現象が起こった際は、その居場所を突き止め銀河たちに知らせるなどして彼らをサポートする。
続編の『ZEROG』では、他の2人とともに姿が描かれ、劇場版に登場したヘリオスとの交流が描かれている。
（漫画版）
ビッグバンブレーダーズ2回戦でドーラと共に銀河に敗北しているが、試合はわずかしか描かれていない。彼とドーラのベイは描かれていない。
読み切り編『ソウルバースト』では、ペガシスにみんなのパワーを送るために協力している。
彼の使用するヴォルフ宇宙仕様はズヴィズダー・ヴォールク（星の狼）とも呼ばれる。宇宙開発用の技術を転用して作ったスタジアムから干渉波を発生させ、反発力として作用し宙に浮くことができる。ゲームではパーツ構成は同じだが宇宙仕様ではなく、名称は組み立てたベイのものとなっている。
必殺転技は「スプートニク」、「サテライトキャノン」（頂上決戦!ビッグバン・ブレーダーズ）。
ドーラ
声 - 成田紗矢香
使用ベイブレード - ロックエスコルピオT125JB（さそり座）
アニメ第64話から登場。アレクセイの研究仲間の勝気な少女。ウサギ耳のような逆立ったツインテールが特徴。
ビッグバンブレーダーズ2回戦ではノワグマとアレクセイが連敗し、自分が戦う前にチームが敗北したため、ガンガンギャラクシーとの試合には出場機会が無かった。
『4D』ではスフィア360に招待選手として出場し、ジグソーの見えない攻撃をまどかの助言でいち早く理解したアレクセイと共にベイの場所を見抜く活躍を見せるが、ジグソーの必殺転技にアレクセイ、ノワグマと共に敗北する。
（漫画版）
ビッグバンブレーダーズ2回戦で1番手として銀河と対戦し敗北しているが、試合自体は省略されている。
彼女の使用するロックエスコルピオはピンポイントに強力な衝撃波を放つことができる。
必殺転技は「アシッドニードル」。
ノワグマ
声 - 沼田祐介
使用ベイブレード - ロックオルソD125B（おおぐま座）
アニメオリジナルキャラクターで第64話から登場。アレクセイの研究仲間の宇宙服を着た少年。髪型は黒色の短髪。恥かしがり屋で常にヘルメットをかぶっている。声が小さく聞き取りにくいため、ドーラが彼の通訳を行うことがある。試合では一転し鋭い眼光を見せる。
ビッグバンブレーダーズ2回戦の第1試合で銀河と戦い、金網の中で戦うことで銀河の必殺転技を封じるが、ロックオルソの攻撃をわざと受けることで金網を突き破った銀河にスターゲイザーを繰り出されて敗北する。
続編の『ZEROG』では、ヘルメットを脱いだ姿が描かれている。
必殺転技は「ロシアンベアフック」、「ロシアンベアクロー」。
プーテン
声 - 成田剣
使用ベイブレード - キラーヴォルフDF145FS（超絶転生!バルカンホルセウス）（おおかみ座）
アニメオリジナルキャラクターで第64話から登場。ラヴーシュカのマネージャー。眼鏡をかけ、黒いバラを携えている。アレクセイにまどかの端末のデータを盗むように命じるなど、勝つためならどんな卑怯な手も平気で使う卑劣な性格だが、少し間の抜けた一面もある。
自らもブレーダーであり、ベイブレードを所持している。ビッグバンブレーダーズ2回戦で遊とアレクセイがバトルしているスタジアムをコントロールしていた際に、迷い込んできた正宗に対しバトルを仕掛けるが紫電の一閃により敗北する。後に予算削減のために解雇される。
ゲーム『超絶転生!バルカンホルセウス』ではアイスドームで行われたビッグバンブレーダーズ2回戦後に銀河に勝負を挑んでくる。
必殺転技は「バリシャーカ・ミドヴェー」。

### アフリカ・サバーナ国代表チーム ワイルドファング
盾神 キョウヤ（たてがみ キョウヤ）

ナイル
声 - 陶山章央
使用ベイブレード - バルカンホルセウス145D（惑星バルカン）⇒マーキュリーアヌビウス85XF（水星、おおいぬ座）（超絶転生!バルカンホルセウス）
アニメ第69話から登場。キョウヤと意気投合し、共にアフリカ・サバーナ国の代表選考会に合格したエジプト出身の少年。目の下の模様と赤色と茶色のショートヘアーが特徴。常に冷静沈着で計略に長ける。世界で通用するブレーダーがいないことを理由に自国でのビッグバンブレーダーズへの参加を見合わせ、強いパートナーと対戦相手を求め代表選考会への参加を決意した。
大会では予選から先鋒として登場し勝ち続け、3回戦第1試合で正宗と戦い、紫電の一閃を破って勝利する。その際にナンバー1ブレーダーを自称する正宗に対して「ただの自惚れだ」と苦言を呈す。第4試合でキョウヤとのタッグバトルで銀河と正宗を相手に戦い、前試合のダメージが残る銀河を狙おうとしたところを銀河との勝負に拘るキョウヤに妨害され、第1試合と同様に正宗を追い詰めるが、銀河とのコンビプレイによってミスティックゾーンを放つ際の一瞬の隙を突かれて敗北する。ワイルドファングが敗北した後は旅立つキョウヤとベンケイをダムレと共に見送る。
第96話にてキョウヤにアメリカまで呼ばれてシーザーとアルゴに追い詰められた正宗とダーシァンを助け、97話ではキョウヤをハデスシティに行かせるためにベンケイとダムレと共に足止めしていたアイアンたちと戦う。
『4D』では星の欠片が落ちたアフリカに訪れた銀河たちと再会し協力する。ミストマウンテンでは銀河たちを先に行かせ、ベンケイとダムレと共に妨害するバオ、ヨハネスたちと戦い、彼らを破る。
ゲーム『超絶転生!バルカンホルセウス』のオリジナルキャラクターで、主要人物を務める。エジプトチームでファラオと共に世界一を目指して修行していたが、野望に目覚めたファラオを止めることができず、自分と共にファラオを倒してくれるブレーダーを探すためにアフリカ代表として世界大会に出場する。オーシャンドームで行われたビッグバンブレーダーズ3回戦後に興味が湧いたと言い、銀河たちと同行する。
（漫画版）
特別編に登場。ベイブレードレース参加者の中に姿があり、歴代ブレーダーナンバーワン決定戦では彼の顔と「ナイル運送」という文字が書かれた箱が登場している。
彼の使用するバルカンホルセウスは天空の神ホルスを宿し、メタルウィールの両翼から空気をバルカン砲のように発射することができる。またディフェンスタイプでありながら、クリアウィールの生み出す遠心力による攻撃力も持ち合わせている。ゲーム『超絶転生!バルカンホルセウス』ではバルカンが水星マーキュリーの内側にあったという幻の惑星であるように、バルカンホルセウスもマーキュリーアヌビウスの影とも言える存在で、一時的にアヌビウスへと転生する。
必殺転技は「ミスティックゾーン」。
『頂上決戦!ビッグバン・ブレーダーズ』でのフェイス技は「ミスティックゾーン」、「エアーバレット」、必殺転技は「トリプルスマッシュ」。
ダムレ
声 - 代永翼
使用ベイブレード - カウンターエスコルピオ145D（さそり座）
アニメオリジナルキャラクターで第69話から登場。気弱だが性根は真っ直ぐである。草原で生まれ育ったため5.0という驚異的な視力を持つ。髪型はこげ茶色の縮毛。サバーナ国の代表選考会において、正々堂々とキョウヤたちに勝負を挑んだことに加えてその視力を活かしてマーカスたちとの戦いを援護したことから、キョウヤに実力を認められワイルドファングの一員となる。
ビッグバンブレーダーズ3回戦第3試合で翼を相手に初めて試合に出ることになり不安を抱くが、ナイルの気転でマスクドブルとのタッグバトルで翼と遊を相手に戦う。1人では翼や遊には勝つことはできないが、その優れた動体視力でいち早く敵の動きを読み、司令塔として的確な指示を出すことでブルのパワーを最大限に生かし彼らを追い詰める。しかしそれによって翼の暗黒の力を呼び起こす結果となり、暴走した翼に敗北する。第96話にてキョウヤに呼ばれてベンケイとともにアメリカまで救援に来て、銀河たちと共にハデスインクと戦う。
『4D』では銀河たちがレジェンドブレーダーを探しにアフリカに来た際にナイルと共に協力をする。
彼の使用するカウンターエスコルピオは、砂地を苦とせず走ることができる。

マスクドブル

### インド代表チーム チャンドラー
サルハン
声 - 石井真
使用ベイブレード - フレイムサーペントSW145D（へび座）
アニメオリジナルキャラクターで第70話に登場。チャンドラーのリーダーで「炎の蛇神」と呼ばれる。強気な性格で、記者会見でもワイルドファングを徹底的に見下していた。ビッグバンブレーダーズ2回戦第2試合ではキョウヤのデータを事前に分析し、過去の技である獅子暴風壁を破るが、銀河を倒すために数ヶ月間進化し続けたキョウヤの新必殺転技に敗北する。
彼の使用するフレイムサーペントは回転することにより地面を熱して上昇気流を発生させることができる。
必殺転技は「バーニングミラージュ」。
リティック
声 - 古島清孝
使用ベイブレード - ストームサーペントSW145F（へび座）
アニメオリジナルキャラクターで第70話に登場。ビッグバンブレーダーズ2回戦第1試合でナイルと対戦するが、彼の必殺転技によって一瞬にして敗北する。
アニル
声 - 落合佑介
使用ベイブレード - ロックサーペント（へび座）
アニメオリジナルキャラクターで第70話に登場。「磐石不動」「精密機械」の異名をとる。先にリティックとサルハンが連敗してチームが敗北したため、ワイルドファングとの試合には出場機会が無かった。

### ブラジル代表チーム グレイシーズ
アルゴ・グレイシー
声 - 楠大典
使用ベイブレード - レイギル100RSF（りゅうこつ座）
アニメ第81話から登場。兄弟で結成されたグレイシーズの長男にしてリーダー。筋骨隆々の体格に赤いバンダナを巻いたドレッドヘアーが特徴。兄弟全員、こげ茶の髪色と褐色の肌をしている。冷酷非情かつ苛烈な性格で、地元のブレーダーたちから恐れられている。人気の無い倉庫のような場所で兄弟共に暮らしており、這い上がって名誉と賞金を手に入れるべく、ビッグバンブレーダーズに出場する。
両親のいない兄弟だけでの貧しい家庭で育ち、その反動によって勝つためには手段を選ばず、たとえ弟や妹だろうと勝利のためなら捨て駒にし、また失態を犯せば容赦しないというハングリー精神の持ち主。それでも弟たちからは信頼を寄せられており、兄に繋げることができるのなら自分たちは喜んで捨て駒になると言われるほど強い絆を持つ。スタジアムを暴れまわる荒々しい戦闘スタイルで戦う。
Bブロックを2位で勝ち上がり、決勝トーナメント1回戦でのガンガンギャラクシー戦では前日に遊を襲撃し負傷させたことを利用し、こちらにハンデがあるのを解った上で4対4の勝ち抜き戦を提案。地元の観客を味方につけて、ガンガンギャラクシーを追い詰めていく。
第6試合でアイアンに勝利した一瞬の隙を突いて銀河を撃破し、最終試合での翼とのバトルではレイギル持ち前の連打攻撃に加えて、銀河が破壊したスタジアムの破片を利用するなどして翼を追い詰める。しかし翼を舐め切っていた結果、レイギルのボトムが無防備であることを見切られ、敗北。自分たちの這い上がるチャンスを妨げたと、銀河たちを逆恨みし復讐を誓う。
第96話にて再び銀河たちの前に現れ、今の生活から抜け出すには一番有利だと言い、Dr.ジグラット側につく。正宗とダーシァンを相手にシーザーとともに戦うがそこへ助けに来たナイルに妨害され撤退する。第97話でハデスシティに向かう銀河たちの前に立ちはだかり自分たちの望みをかなえてもらう他、復讐もかねて銀河に襲い掛かる。一度銀河にレイギルを叩き落されるが地中から再び攻撃し、自分の勝利を確信したところへ助けに来た翼と遊の攻撃を受け敗北する。
『4D』ではアメリカの大会スフィア360に兄弟共に参加し、3人だけ残れるバトルロイヤルで仲間割れをするという一芝居を打つ。捨て駒となるセレンをアイアンに倒させ、続いて自分でエンソを倒す振りをすることでゼオとトビーを騙し、隙をついて攻撃しアイアン、エンソと共に勝ち上がろうとする。ビッグバンブレーダーズでの借りを返すため翼の挑戦を受け、猛攻に押されるがエンソの捨て身によって一時事なきを得る。アイアンの手助けと必殺転技で押し続けるが、救出に来たゼオ、トビー、そして翼の必殺転技に敗北する。試合後は卑怯な戦法で勝つことこそが我らグレイシーズだと言いつつ立ち去る。
グレイシーズは続編のアニメ『ZEROG』にも登場している。
（漫画版）
ビッグバンブレーダーズ準決勝第1試合で大道寺からもらった特殊な爆弾を使い銀河に試合ができないほどの傷を負わせて1勝を得るが、飛び入り参加してきた竜牙のメテオエルドラゴに敗北する。アルティメットブレーダーズでは3回戦第4試合でクリスに敗北する。
彼が使用するレイギルは、ラバーセミフラットボトムにより摩擦力を利用することで近距離からでもグリップの利いた強力なアタックを撃つことができ、またクリアウィールの細かい凹凸によって1回転での連打攻撃を可能にし、空中からの攻撃に対してもカウンターを仕掛けることができる。その一撃一撃は十分に助走をつけたアタックの破壊力に匹敵する究極の攻撃型ベイと呼ばれる。
必殺転技は「竜骨巻絞殺（キーリャエストラングラー）」、「ガイストバズソー」（超絶転生!バルカンホルセウス）。
『頂上決戦!ビッグバン・ブレーダーズ』でのフェイス技は「イカリなげ」。
アイアン・グレイシー
声 - 遠藤大輔
使用ベイブレード - トルネードヘラクレオ105F（ヘルクレス座）
アニメ第81話から登場。グレイシーズの次男。子供の頃からトルネードスタジアムで何千回、何万回もバトルしていてトルネードバトルでは連戦連勝の王者。「ブラジリアン・トルネード」の異名を持ち、トルネードポイントの回転を利用した「トルネードアタック」を得意とする。
決勝トーナメント1回戦第5試合で銀河とトルネードバトルで戦い、トルネードポイントを駆使した技で銀河を追い詰める。トルネードポイントを利用した銀河を上空からのアタックで破るが、その戦法を銀河に見せたため、それを利用した銀河のスターゲイザーを受け敗北する。
（漫画版）
ビッグバンブレーダーズ準決勝第3試合で大将として登場するが、竜牙に恐れをなしてリタイアする。
彼が使用するトルネードヘラクレオは5枚刃のウィールによって驚異的な攻撃力を持ち合わせている、アタックタイプのベイである。
必殺転技は「トゥレス・トゥロヴァウン」、「ブレイザースラッシュ」。
『頂上決戦!ビッグバン・ブレーダーズ』でのフェイス技は「ごうりき」。
セレン・グレイシー
声 - 鹿野優以
使用ベイブレード - レイキャンサー135SF（かに座）
アニメオリジナルキャラクターで第81話から登場。グレイシーズの長女であり、アルゴとアイアンの妹でエンソの姉。バトルに卑怯な手段を用い話術で相手を惑わすなど、性格面が同じキャンサーつながりである渡蟹に似ており、まどかに言及されている。これまで生活のために盗みを働き大人たちから逃げ続ける日々を送り、それ故に逃げて逃げて逃げまくり、相手のスタミナを奪うだけ奪ってアイアンたちに繋ぐことが自分の役目だと銀河たちに公言している。逃げ足が超一流なことから「ブレーダー界の踊る逃亡者」の異名を持つ。
決勝トーナメント1回戦第3試合で卑怯な手段で正宗を撃破する。次に銀河と戦うがペガシスのスタミナを奪うだけ奪って自らスタジアムアウトする。
必殺転技はエンソとのコンビ技「ダブルスラムドッグドライバー」。
エンソ・グレイシー
声 - 伊東みやこ
使用ベイブレード - レイキャンサーM145Q（かに座）
アニメオリジナルキャラクターで第81話から登場。グレイシーズの三男でサブメンバー。「すごいねー」が口癖。
アルゴの命令で試合前に遊をおびき寄せ、アイアン、セレンと共にレース形式のブラジリアンストリートバトルを挑む。遊のリブラを攻撃して妨害するが技を駆使されてこずり、最終的に乱入してきたアルゴの助けを受け遊を負傷させる。
ビッグバンブレーダーズにはそれまで参戦していなかったが、決勝トーナメント1回戦のガンガンギャラクシー戦で初出場を果たす。第1試合で遊を撃破するが、第2試合で正宗の怒りの一撃の前に敗北する。
大会終了後の第96話にて再び銀河たちの前に現れ、ケンタとチャウシン、チーユンを相手にセレンとともに戦い、3人を追い詰めるがそこへ助けに来たベンケイとダムレに妨害され撤退する。第97話ではハデスシティに向かう王虎衆を妨害するが、彼らの必殺転技を受けキャンサーを吹き飛ばされる。
『4D』ではスフィア360でアルゴの命令で芝居を打ちゼオ、トビーを騙し追い詰める。だが翼の猛攻に押されているアルゴを助けるため自ら捨て身となり敗北する。
必殺転技は「スラムドッグドライバー」、セレンとのコンビ技「ダブルスラムドッグドライバー」。

### アメリカ代表チーム スターブレイカー
ダミアン・ハート
声 - 朴璐美
使用ベイブレード - ヘルケルベクスBD145DS⇒ヘルケルベクスBD145EWD ブルーインフェルノVer.（漫画版）（ケルベルス座）
ビッグバンブレーダーズBブロックを1位で勝ち上がったチームスターブレイカーのリーダーで、「地獄の案内人」「地獄の門番」の異名を持つ。髪型は左右が跳ね上がった青色のショートヘア。大会に出場するまでの経歴、大会記録、その他のデータは一切不明。幼いころにジグラットによってケルベクスを与えられ、その強さもアレンジシステムで得たもの。冷酷非情かつ残忍な性格で、相手が弱かろうと一方的に痛めつけてそれを嘲笑う。Dr.ジグラットの命令で竜牙を追っていたが途中で翼と遊に遭遇し、完成したばかりのケルベクスの試運転という名目でいきなり襲い掛かり、彼らに重傷を負わせてアクイラとリブラを破壊する。
決勝トーナメント準決勝のエクスカリバー戦では第2試合でシーザーと対戦し、ケルベクスの性能テストのためだけに3本勝負を申し出る。そしてペルセウスの右回転、左回転を圧倒しシーザーのプライドを打ち砕く。止めを刺そうとした際にウェルズとソフィの反則覚悟での妨害を受けるが、ヘルズゲートで逆に3人をまとめて完膚無きまでに叩きのめして勝利し、シーザーに「弱い」ことを認めさせて彼らを嘲笑する。決勝戦第3試合では大将として銀河と対決し、勝つためだけに戦い、ただ自分の仕事を果たすだけだと語るが、銀河からは憐れまれる。最終的に必殺転技のぶつかり合いの末に敗北、気絶した。
第96話でジャックとともにリベンジとして銀河と戦い追い詰めるが、そこへ助けに来たキョウヤに妨害され撤退する。その後銀河のデータを基にアレンジによる更なるパワーアップを施され、ハデスシティ地下に乗り込んだ銀河たちの前に姿を現す。銀河と正宗を取り逃がした代わりにキョウヤを相手に戦い、彼とレオーネを一方的に痛めつけ恐怖と苦痛を与えようとするが、立ち上がったキョウヤに「鎖で繋がれた犬」と一蹴され、その野性の力に圧倒的な勢いを見せられる。それでもアレンジで与えられた力も自らの力だと言い力を上げて再び圧倒するが、最終的に獅子王逆風撃によってケルベクスにヒビを入れられ敗北、それを受け入れられずに崩れ落ちる。第102話を見る限り海に沈むハデスシティから無事に脱出した様子。『4D』には登場していない。
（漫画版）
倒した相手の心（たましい）を吸収し自らの力とする地獄のベイ・ヘルケルベクスの使い手で、エルドラゴの禁断のエネルギーを研究したハデスインクにより竜牙の戦闘データを基に育成されている。ビッグバンブレーダーズ決勝前にアメリカで開かれた有能なブレーダーたちが招待されたパーティーの最中に登場し、シーザーをはじめ多くのブレーダーたちを倒して心を吸い取る。そして銀河をかばって身代わりになった正宗の心を吸収しケルベクスを完成させる。アニメ同様冷酷な性格で、心を奪った人間の命の危険を銀河から訴えられても関係ないと公言する。決勝戦第2試合の銀河との試合では、一度はギャラクシーペガシスを破壊するが、心を奪われたブレーダーたちの命の欠片が集まって進化したビッグバンペガシスの前に敗北する。その後は自分の過ちに気付き改心し、今までの冷酷な態度とは打って変わって温和になり罪滅ぼしにケルベクスと引き換えに奪った心を返す。同時に非道に振舞っていた自分を友達と言ってくれる銀河の優しさに触れ涙を流し、銀河と友情が芽生える。番外編と最終話では魂吸収などの機能のない形だけを踏襲したブルーインフェルノVer.のケルベクスを手にし、ゼオと共にネメシスと戦う銀河に心を送る。
当初はおとなしいモードと本性をさらけ出したモードの二面性を持つキャラクターとして考えられていたが、アニメでのキングが覚醒モードを持つ二面性キャラクターに決まったのを受けて没となり、幼少期や改心後にその面影が強く残った。漫画『ドラえもん』に登場する某製造器がモチーフの1つ。
彼が使用するヘルケルベクスはベイ史上最も巨大なウィールを誇るスタミナタイプのベイで、それとブーストディスクトラックを一体化させた「ブーストモード」に変形し防御力を上げることもできる。ベイの大きさはアニメ版では実際の玩具と同じような大きさだが、漫画版では大きめに描かれている。
必殺転技は「ヘルズドライブ」、「ヘルズゲート」、「デモニック・ゲート」（超絶転生!バルカンホルセウス）。
煉獄転技は「バーストインフェルノ」（漫画版）。
『頂上決戦!ビッグバン・ブレーダーズ』でのフェイス技は「トリプルポイズンブレス」、「ジャンピングバイト」、「トリプルバイト」。
ゼオ・アビス
チーム・ダンジョンを参照。
ジャック
声 - 内山昂輝
使用ベイブレード - キラービフォールUW145EWD（くじゃく座）
アニメオリジナルキャラクターで第84話から登場。「凶乱のアーティスト」の異名を持ち、ベイバトルをアートの時間、スタジアムをキャンバスと称し、ビフォールでスタジアムや対戦相手のベイを切り裂いて芸術作品を表現する狂気的な人物。赤紫色のウェーブが掛かった長髪で、右目の周りを仮面で覆い、顔にペイントを施している。ゼオ同様元々は無名のブレーダーだったが、アレンジシステムの被験者となることで世界レベルのブレーダーへと急成長を遂げている。アレンジの影響で異常な芸術的思考に目覚めていて、人格が変わったことを自覚している。まどかからはベイバトルでスタジアムに落書きするのが趣味の薄気味悪い奴と評される。
Dr.ジグラットの命令で竜牙と接触し、HDアカデミーへと招く。それまで自分のベイはまだ完成していなかったが、ビッグバンブレーダーズ準決勝のエクスカリバーとの試合直前に完成し、第1試合でゲオルグと対戦、徹底的に追い詰めた上、限界の果てにあるパワーを引き出した彼の攻撃すら物ともせずに勝利し、カプリコーネに切り傷を付け、ゲオルグ自身を失神に追いやった。
ガンガンギャラクシーとの決勝戦第2試合では本来は銀河と戦う予定だったが、突然乱入した竜牙とバトルすることになる。自らがスタジアムに描いた孔雀の瞳の部分にエルドラゴを埋め込むと豪語し、ビフォールの特性を生かしてエルドラゴをスリープアウト寸前まで追い詰めるが、実はジャックの力量を測るために竜牙がわざと攻めさせていただけで、土壇場でビフォールから奪ったスタミナを利用して回転力を復活させたエルドラゴの竜皇剛覇翔によって敗北、ビフォールを孔雀の瞳に埋め込まれるという結末を迎える。
大会終了後、ダミアンと2人がかりで銀河と戦い追い詰めるが、そこへ助けに来たキョウヤに妨害され撤退する。第99話にてハデスシティに潜入した翼たちの前に現れ、決勝戦で竜牙に台無しにされた自分の芸術を今度こそ完成するため、興味本位でアレンジシステムのカプセルを調べていた遊をその中に閉じ込めて人質にし、「ガンガンギャラクシーの中で一番芸術が分かっていそう」という理由で翼と戦う。自分専用のスタジアムで芸術を作り上げながら翼を追い詰めるが、決勝戦を戦えなかった無念をぶつけた翼のシャイニングトルネードバスターによって敗北し、遊によってアレンジシステムも破壊され落胆して絶叫する。
『4D』ではアメリカの大会スフィア360でアレンジの影響から解放され新たに生まれ変わった姿で出場するが、芸術的思考はまったく変わっていない。Bブロックのバトルロイヤルではブルース、ブレッド、オーエンに戦いを挑まれるが「美しくない」という理由で拒み、必殺転技で追い払い逃げ遅れたブレッドを破る。次にジグソーに狙いをつけるが一撃で敗北する。
彼が使用するキラービフォールはフリー回転するエターナルワイドディフェンスボトムによって驚異的なスタミナを誇るバランスタイプのベイ。トラックのアッパーウイングによって持久力を高めるアッパーフォースを生み出し、真空カッターを放つことができる。
必殺転技は「ビフォール・ザ・リッパー」、「ビューティフルデッド」、「エキゾチック・パネル」（超絶転生!バルカンホルセウス）。
『頂上決戦!ビッグバン・ブレーダーズ』でのフェイス技は「セイントオーラ」、「せいなるひかり」。
Dr.ジグラット
声 - 宮本充
使用ベイブレード - スクリューカプリコーネ90MF（やぎ座）
アニメオリジナルキャラクターで第87話から登場。HDアカデミーのオーナーでスターブレイカーの監督。眼鏡をかけ、奇妙な姿のペットを飼っている。ベイの未知なる力を開放して、軍事・経済・世界の全ての実権を握ることを目論む。エネルギー工学の権威にして脳神経科の名医だったが所属する全ての学会、連盟から脱退し、自らハデスインクという会社を立ち上げ、新たなエネルギー資源「スパイラルフォース」を作り上げることに成功する。そしてスパイラルフォースを抽出するスパイラルコアとなる最強のベイを作るためにスターブレイカーをビッグバンブレーダーズに送り込みデータを収集する。HDアカデミーのブレーダー育成もアレンジシステムもその研究のための過程に過ぎないという。
究極の左回転ベイの持つパワーのデータを取るために以前から竜牙に目を付け、HDアカデミーに招待する。かつて禁断のベイ・エルドラゴの情報を手に入れ、竜牙なら暗黒の力をコントロールできるかもしれないと考えダークネビュラを使って竜牙を古馬村に送り込むが、竜牙がエルドラゴの暗黒の力に支配され暴走したことで失敗に終わる。この時の失敗を教訓として科学的な観点からベイの研究を進め、ブレーダーの能力を高めるアレンジシステムを開発する。暗黒の力に固執し、本来の目的を見失っていた大道寺のことを軽蔑している。
第96話にて優勝記念パーティに乱入し、自分の研究成果としてテレビ中継でスパイラルフォースが世界のエネルギー危機を救えると発表し、そのコアが大会から得た最強の左回転のベイと最強の右回転のベイのデータを基に作られたバサルトホロギウムと、それを使いこなせるブレーダーのファウスト（トビー）だと銀河たちの前で公言する。そしてスパイラルフォースの威力を全世界に見せつけ、軍事利用される可能性を承知の上で最高の条件を提示した者にだけ提供すると約束する。
その後、デモストレーションとしてスパイラルフォースでひとつの島を吹き飛ばすとテレビ中継で宣言するが、竜牙によってハデスシティを破壊され、その中心部のスパイラルフォースが暴走する。責任を銀河たちに押し付け脱出しようとしたが、反逆したゼオによって足止めを喰らった。
彼が使用するスクリューカプリコーネは曲線形状の3枚刃と金属製のフラット軸を持つメタルフラットボトムによる強力なアッパー攻撃を得意とする。
ファウスト
チーム・ダンジョンを参照。

### チーム・ダンジョン
角谷 正宗（かどや まさむね）

トビー / ファウスト
声 - 宮田幸季
使用ベイブレード - ロックアリエス145WD（おひつじ座）⇒バサルトホロギウム145WD（とけい座）⇒スクリューレイラーED145MF（こと座）
アニメ第85話から登場。正宗がアメリカのダンジョンジムにいた時の友人で、ジムではナンバー1の実力者。正宗とゼオとは兄弟のように仲が良く共に世界一を目指していたが、ある日突然原因不明の病気で倒れ入院する。その後HDアカデミーからの最先端の医療を受けながら療養することになり、その交換条件としてゼオのHDアカデミーでの活躍が要求された。
スパイラスフォースのコアとしてDr.ジグラットに選ばれていて、ビッグバンブレーダーズ終了と同時にアレンジを受けることにより病気が完治し、強靭な肉体と精神を持った最強のブレーダー・ファウストとして生まれ変わる。その際に髪が茶色のセミロングから白い長髪に変化して外見も成長し、トビーだった頃の記憶を書き換えられる。ジグラットによると数万人に1人というアレンジ適合者の中でも特別の存在。ホロギウムを回し、スパイラルフォースのエネルギーを生み出すことを自らの使命とする。
一度は竜牙の乱入もあって銀河と正宗に敗れるが、エルドラゴの仕業でスパイラルコアのエネルギー炉がメルトダウンを起こしながらも再び使命がためにホロギウムを回そうとし、大会の前に交わした約束を果たす目的で正宗と戦う。圧倒的な力の前に諦めない正宗に動揺しつつも必殺転技で戦いを優位に進めるが、正宗とそこへ現れたゼオの説得によって記憶を取り戻し引き分けになる。ペガシスとエルドラゴの力でエネルギー炉のメルトダウンも阻止され、ハデスタワーから無事脱出し、正宗・ゼオとともにチーム・ダンジョンとして立ち上がることを決意する。
『4D』では元のトビーに戻っており、新たなベイ・スクリューレイラーに乗り換え、アメリカの大会スフィア360にチーム・ダンジョンとして参加する。容姿も一新されファウストが髪を短くしたようなものに変更された。Aブロックのバトルロイヤルではアルゴたちの芝居に騙され追い詰められるが翼に助けられ、今度はゼオと共にアルゴとぶつかり合う翼の手助けをし、3人の必殺転技でアルゴとアイアンを破り勝ち上がる。決勝戦のバトルロイヤルではジグソーの必殺転技によりゼオと共に敗北する。
ベイスター島チャンピオンシップではゼオと共に出場するが、クリスに敗れる。銀河たちとマヤの遺跡に乗り込んだ際に遺跡前でヨハネスたちと交戦し銀河たちを先に進ませるが、後から来た竜牙の一撃でヨハネスらごと倒される。
（漫画版）
スターブレイカーを陰から操る悪名高き兵器会社ハデスインクの総帥。ベイブレードの兵器としての利用価値に目をつけ、エルドラゴの力を我が物にするために大道寺を送り込み竜牙を利用するが失敗する。それからは竜牙とエルドラゴの戦闘データを研究してヘルケルベクスとそれを扱えるブレーダー・ダミアンを育成する。決勝戦の途中に自分の前に現れた竜牙を始末するために戦い、メテオエルドラゴを押し返し追い詰めるが、竜牙の竜皇剛覇翔によってバサルトホロギウムを粉砕され敗北する。アニメ版と違い正宗の友人という設定はなく、トビーという名前も出ていない。
彼の使用するバサルトホロギウムは脅威的な重量を誇るバサルトウィールによる防御力と、強力な遠心力によって優れた安定性を持つ最強の防御型ベイ。また超重力を発生させて時間と空間を操り、ブラックホールを生み出すこともできる。ディアブロネメシスが登場するまではベイブレード史上最重量を誇るベイだった。アニメ版ではビッグバンブレーダーズでのペガシスとエルドラゴのデータを基に作り出され、漫画版では軍事技術を使って作られたハデスインクもう一つの究極のベイだとされる。実際の玩具ではバサルトウィールが偏重心仕様になっている。
必殺転技は「スパイラルディメンション」、「タイム・オブ・デッド」（超絶転生!バルカンホルセウス）。
スクリューレイラーはメタルフラットボトムで縦横無尽に動き回りながら、フリー回転するエターナルディフェンストラックで相手の攻撃を受け流す。またウィールの重心を微妙にズラすことで予測不能の変則的な動きをすることができる。
必殺転技は「クラッシュストリング」。ゼオとの合体必殺転技は「ダブルストリングタイフーン」。
ゼオ・アビス
声 - 阿部敦
使用ベイブレード - キラーアリエス145S⇒フレイムビクシス230WD（らしんばん座）⇒スクリューフォックスTR145W2D（こぎつね座）
スターブレイカーのメンバーで、正宗がダンジョンジムで練習していた時の友人。毛先に黄色のメッシュが入った茶色のセミロングヘアーを束ねている。元は強いとはいい難い実力だったが、HDアカデミーに引き抜かれてからは猛練習を重ね、さらにアレンジシステムの被験者となることでアメリカ代表になるほどの実力者となる。ビッグバンブレーダーズBブロック決勝戦ではグレイシーズと対戦し、第3試合でアイアンを破る。
銀河と戦うために帰国した正宗を自分たちを見捨てたと誤解し恨み、その原因となった銀河や竜牙にも恨みの矛先を向ける。HDアカデミーやアレンジシステムを快く思っていないが、病気のトビーに最先端の医療を受けさせるために渋々従う。引き抜かれたのは彼の実力ではなく、偶然数万人に1人という貴重なアレンジシステムの適合者だという理由から。
Dr.ジグラットの命令でメテオエルドラゴのデータを取るために竜牙と戦い、ビクシスの特性を活かしてメテオエルドラゴの回転吸収能力を封じるが、スリープアウトを狙った戦闘スタイルから竜牙に雑魚呼ばわりされ、必殺転技も不発に終わり敗北する。再び竜牙に迫った際は、自分が竜牙に襲われていると勘違いした正宗にこれまでの恨みを爆発させて襲い掛かるが、ダミアンの出現もあったことで勝負を中断する。
その後、ガンガンギャラクシーとの決勝戦の前にアレンジを受けるが、アレンジ指数が92%から上昇しなかったことで失望したジグラットから負ければトビーの治療を打ち切ると通告され、トビーのために決勝戦の第1試合で正宗と戦う。正宗への恨みに加え、ダミアンに倒された翼と遊も侮辱したことで正宗の怒りを買うが、磁場を発生させる能力でユニコルノの動きを封じ試合を優位に進める。唯一磁場が発しない上空からの攻撃を受けて窮地に立たされるが、怒りと憎しみをパワーに変えアレンジ指数を100%まで上げることに成功し逆転勝利する。
大会終了後にトビーがアレンジを受けて記憶を消されファウストとなったことにショックを受け、ジグラットが初めからトビー目当てで近づき、自分を利用していたことを知り憤慨する。ハデスシティ崩壊の際に脱出を計ろうとするジグラットを一蹴し、ファウストとの戦いで正宗の気持ちを理解したことで今までの誤解に気付いてそれを自ら解き、共にファウストを元のトビーに戻し、再び3人でチーム・ダンジョンとして立ち上がることを決意する。
『4D』ではアメリカの大会スフィア360で、新たなベイ・スクリューフォックスを手にしチーム・ダンジョンとして出場する。Aブロックのバトルロイヤルではアルゴたちの芝居に騙され追い詰められるが翼に助けられ、トビーと翼と共に必殺転技でアルゴたちを破り勝ち上がる。決勝戦のバトルロイヤルではジグソーの必殺転技によりトビーと共に敗北する。
ベイスター島チャンピオンシップではトビーと共に出場するが、クリスに敗れる。マヤの遺跡ではトビー、ベンケイと共にヨハネスたちと交戦するが、後から来た竜牙に倒される。
（漫画版）
ダミアンに従うスターブレイカーのメンバーで、ビッグバンブレーダーズ準決勝までの全試合を1人で勝ち抜く。一見は陽気で爽やかだがシニカルな部分もある。アニメ版よりも年齢が少し高い。ダミアンの悪事には興味はないが、強さを求めて共に行動している。アニメ版と違い正宗の友人という設定は無い。決勝戦第1試合では銀河と戦い、ギャラクシーペガシスの攻撃を物ともしない勢いを見せるが、唯一弱い中心軸を正確に狙い打たれ、フレイムビクシスを真っ二つにされ敗北する。
純粋培養されたダミアンが完成するまで彼を守ることを義務付けられていた設定のため、ダミアンを守る騎士→ナイトライダー→ライダースーツという発想のデザインになっている。強力な力を持った幼いダミアンの監視とガードの両方を務めていたが、ダミアンへの思い入れが強くなっていった。
彼の使用するフレイムビクシスは、ベイブレード史上最も高いトラックでウィールへの攻撃を受けさせずボトムに吸収させ、メタルウィールの4方向に設けられたウェイトによって生まれる強い遠心力により無尽蔵のスタミナを誇る対アタックタイプ用に開発されたベイ。強力な磁場を発生させて相手の動きを強引に操り攻撃をいなすこともできる。
必殺転技は「ディスティニーニードル」、「マグネティックニードルストーム」、「マグネティックポーラー」（超絶転生!バルカンホルセウス）。
『頂上決戦!ビッグバン・ブレーダーズ』でのフェイス技は「コンパススクリュー」、「ノットミスショット」。
スクリューフォックスはアッパー攻撃を得意とし、トラックに搭載されたトリプルローラーで相手の攻撃を受け流すことができる。
必殺転技は「バスターテイル」。トビーとの合体必殺転技は「ダブルストリングタイフーン」。

### その他の代表ブレーダー
ノルウェー代表、スペイン代表、スイス代表
声 - 金光宣明、高中宏之、平田真菜
使用ベイブレード - 不明、キラーブル（おうし座）、アースカプリコーネ（やぎ座）
アニメ第67話に登場。ユーロ連合所属だがチームエクスカリバーのメンバーに選ばれなかったブレーダーたち。ギリシャで行われた戦士の祭典に参加していたが、それぞれ銀河、正宗、遊に敗北する。この他にも多数のユーロ連合のブレーダーが戦士の祭典に参加している。
韓国代表
ビッグバンブレーダーズ2回戦でシーザーと対戦するが敗れる。アニメでは国名は登場していない。

## 『4D』から登場するブレーダー

### レジェンドブレーダー
鋼 銀河
「秋」を司るレジェンドブレーダー。
盾神 キョウヤ
「春」を司るレジェンドブレーダー。
湯宮 ケンタ
「夏」を司るレジェンドブレーダー。
水沢 ユウキ
太陽系レジェンドブレーダーの一人。
竜牙
「夏」を司るレジェンドブレーダー。
暗黒星雲（ダークネビュラ）を参照。
アグマ
声 - 千葉進歩
使用ベイブレード - サイズクロノスT125EDS（土星）
アニメ第111話から登場。大柄な偉丈夫で、二千年前にベイ林寺と袂を分かった武闘派一派「百家ベイ林拳」の末裔。かつて多くの戦士を束ね、勇猛果敢に破壊神ネメシスと戦った土星のブレーダー戦士の末裔でもある。
空から舞い降りた星の欠片の力を手にした後、中国で行われたタッグトーナメント「登竜門」に同門のバオと組み出場する。準決勝でキョウヤとベンケイを、決勝で銀河とユウキを破り優勝するが、世界中のブレーダーを倒し復讐を果たすことを伝え表彰式にも参加せずその場を去る。その後ヨハネスと接触しプルートのいる遺跡に案内され、百家ベイ林拳を世界中に知らしめるために彼らと契約を交わし、ヨハネスとレジェンドブレーダー探しに出る。
ミストマウンテンでキョウヤにリベンジを挑まれるが圧倒的な実力を見せつけ、1人で戦うと言うキョウヤに「お前は仲間と群れている」と指摘し少しずつ追い詰めていく。しかしベンケイたちの手助けを拒み自分は群れていないと答えたキョウヤの獅子王激砕牙によって敗れ、自分の敗北にショックを受ける。その後キョウヤにリベンジを挑み再び同じことを指摘するが、キョウヤの怒りの猛攻によって勝負は中断されヨハネスと共に撤収する。
ベイスター島チャンピオンシップに出場するが、最初の予選でキングに敗北する。マヤの遺跡では銀河たちを待ち受け最初はユウキと戦うが、途中で交代したティティに敗れる。
その後、ネメシス復活のために自分たちがプルートに利用されていたことを知りバオと共に悄然するが、デュナミスに自身の運命や本来の役目を諭され一緒に戦う決意を新たにする。ネメシスのもとへ向かうヘリポートでヨハネスたちに追い詰められた銀河たちを助け、彼らの妨害で落下しそうになったヘリを持ち前の筋力で持ち上げピンチを救う。失われた王国でのネメシス戦では司令塔となって銀河たちに的確な指示を与え、戦陣を組み立てる。ネメシスを倒した後は銀河のことを認め、バオたちベイ林拳のもとへと帰る。
続編の『ZEROG』では、王虎衆率いるベイ林寺との交流が描かれている。
（漫画版）
銀河たちが見上げるほどの巨体の持ち主。アルティメットブレーダーズ3回戦第1試合での銀河の相手として登場し、アラスカ大氷原スタジアムでバトルする。ベイバトルポイントは10万と高く、当初は銀河をひ弱そうなガキと侮り、その強力なパワーでペガシスを追い詰めるが足元の氷を利用した銀河の機転により敗北し、銀河を認める。
名前の由来は悪魔とマグマで、どちらも土星からの着想。作者によると「オッサン顔の高校生くらい」だという。
彼の使用するサイズクロノスはスタミナタイプのベイだが、モードチェンジによってアタックタイプに切り替えることができる。鎌のようなPCフレームと一体化したメタルウィールが強烈な破壊力を生み出し、フリー回転するサイズのメタルウィールとエターナルディフェンスシャープボトムによって、相手の攻撃を受け流すこともできる。
必殺転技は「拳固鉄壁」、「拳固爆裂」、「剛破大輪」、「乾坤一撃」、「大絶断」（漫画版）。
キング
声 - 田村睦心
使用ベイブレード - ヴァリアレスD：D（火星）
アニメ第118話から登場。熱血かつ無鉄砲なブレーダーで、同じ性格の正宗と衝突するが後に意気投合する。焼けた肌が特徴で普段の髪色は青だが、力が目覚めると髪が逆立ち白に変化する。キングという名はニックネームではなく本名だと主張している。かつて切り込み隊長として破壊神ネメシスとの戦いで先頭に立った火星のブレーダー戦士の末裔。
ギリシャの小さな村の出身で、そのあまりの強さを恐れた村人からバトルを禁じられ、それまで大会に出場したことがなかった。ある日、自分と同じくあまりの強さから人々に恐れられ神殿に封印されたヴァリアレスを手に入れ、スフィア360に出場する。正宗、ジグソー、翼を下して優勝し、正宗たちのような本気で戦えるブレーダーと出会えたことで喜びを爆発させ、大会後はダンジョンジムに身を寄せる。
ベイスター島チャンピオンシップに出場し最初にアグマを破り、次の竜牙との対戦では徐々に追い詰めていくが、彼の計り知れない底力に敗北する。その後決勝で正宗を破ったクリスに怒り、レジェンドブレーダーになれなかった正宗を憎まれ口を叩きつつも元気づけている。マヤの遺跡では正宗、遊と共にハーシェル、ケイザーを破る。ネメシスを倒した後は、正宗と共にダンジョンジムに戻った。
（漫画版）
レジェンドブレーダーの中でも一、二を争う実力を持つ。ベイの天才と呼ばれ、そのあまりの強さゆえに彼は生まれてから一度も敗北したことがないという。ベイバトルポイントは17万。
香港の九龍スタジアムで行われたアルティメットブレーダーズ準々決勝第1試合で銀河と戦い、地面の下に潜ったペガシスが放った必殺転技「天馬逆天激」によって敗北する。その際初めて敗北の悔しさを知るが同時にバトルの楽しみも知り、銀河と再戦を約束する。
神殿に仕える少年のイメージでデザインされた。
彼が使用するヴァリアレスは右回転と左回転の2方向、攻撃モードと防御モードの2つのフォルムに変形するメタルウィール、3つのボトムチェンジでアタック、ディフェンス、スタミナの特性を切り替えるデルタドライブにより12段変形を可能とする。また、「アレスの剣」による攻撃と「アレスの盾」による防御を使い分ける。神の剣と呼ばれ、グラビティペルセウスの原型となったベイと言われている。
必殺転技は「キング・オブ・サンダーソード」、「パーフェクトウォーズ」（漫画版）。正宗との合体必殺転技は「キングオブソード」と「雷光の一閃」の同時攻撃。
デュナミス
声 - 緑川光
使用ベイブレード - ジェイドジュピターS130RB、ジェイドジュピターS130B（4DxZEROG アルティメットトーナメント）（木星）
アニメ第122話から登場。アフリカにあるミストマウンテンの遺跡の守護者。片目が隠れたセミロングヘアが特徴。星の導きに従い、星の動きから銀河たちが自分のもとへ来ることを予知する。かつて破壊神ネメシスと戦ったゼウス王の右腕として数々の戦略を練った木星のブレーダー戦士の末裔。
星の欠片を狙って勝負を挑んだ竜斗を「愚か」と軽蔑し圧倒的な力で破り、続いて銀河と対戦し追い詰めるが、銀河にレジェンドブレーダーとしての実力を見出し、ネメシスの伝説やレジェンドブレーダー、星の欠片の意味を話す。星の欠片を悪しき者の手に渡らぬよう神殿に備わった古代文明の力を使い分散した張本人でもある。ゼウスから伝承されたハデスの邪念が込められた宝玉を封じていたが、ベイスター島チャンピオンシップ終了直後に神殿に現れたプルートによりその邪念を利用され、ハデスの呪縛を受けネメシス側の陣営に下る。マヤの遺跡で銀河たちを待ち受け最初は銀河と戦うが、途中で交代したキョウヤに敗れ呪縛も解ける。その後は銀河たちと行動を共にし、失われた王国へ向かう前にアグマを説得している。ネメシスを倒した後は、ミストマウンテンに戻り、今まで独りぼっちだったティティと共に仲良く暮らしている。
（漫画版）
レジェンドブレーダー。アルティメットブレーダーズに出場し、3回戦第6試合で流太郎に勝利するが準々決勝第3試合で正宗に敗れる。
彼が使用するジェイドジュピターは低重心のS130トラックと防御力に長けたラバーボールボトムを持ち、メタルウィールに内蔵された4つのメタルボールの位置を移動させることでスタミナタイプとディフェンスタイプの切り替えが可能。メタルボールを内側にロックし、防御モードだけにすることもできる。
必殺転技は「サテライト・ムーヴ」、「グランエクレール」。
クリス
声 - 鈴木達央
使用ベイブレード - ファントムオリオンB：D（オリオン座）
アニメ第127話から登場。特定のチームに所属せず、様々なチームを渡り歩く雇われブレーダー。いついかなる条件、いかなる相手に対しても雇い主の要求通り勝利することが義務付けられている。金髪のショートヘアーが特徴。
実戦訓練の場にはもってこいの条件であるベイスター島チャンピオンシップに出場しゼオ、トビーを破り、決勝で正宗に勝利し四季の「冬」を司るレジェンドブレーダーへと覚醒する。その後、ヨハネスに雇われネメシス側に付き、マヤ文明の遺跡に乗り込んできた銀河の前に立ちはだかる。バトルの最中、銀河の問いかけで昔はバトルを楽しむブレーダーだったこと、あまりの強さの故、一緒に戦っていた仲間が離れていった過去を語る。ぶつかり合いの末、銀河に敗れるが彼の力強い説得で仲間となる。ネメシスを倒した後は、今まで以上にベイを楽しむブレーダーになれたこと、銀河たちと出会えたことの喜びを胸に街を去っていった。
（漫画版）
アメリカの特殊部隊「ベイフォース」のエリート隊員として登場。ベイバトルポイント18万の最強クラスのレジェンド。アルティメットブレーダーズ3回戦第4試合でアルゴを破り、準々決勝第2試合でケンタを破る。準決勝第1試合で銀河と対戦した際は自分がネメシスを倒すと宣言し、追い詰めるが最終的に敗れる。
マーシャルアーツが使用でき、傭兵上がりで脚のバンダナは戦友の形見という設定がある。
彼が使用するファントムオリオンは、ボトムに搭載されたベアリングによって、ベイがぶつかり合う際の摩擦抵抗を限りなくゼロにすることで驚異的なスタミナを誇り、一度シュートしたらシュート時のパワーのまま回り続ける。また外重心による遠心力を利用し、クリアウィールに付属している無数の突起によって強力な攻撃力も発揮する。漫画版では対ネメシス用にベイフォースが開発したベイで、工業用ベアリングを用いたボトムに加えステルス爆撃機の理論を応用したウィールの形状でステルス戦闘機のように姿を消す「ファントム戦法（システム）」を得意とする。
必殺転技は「バーナードループ」。
ティティ
声 - 新井里美
使用ベイブレード - デスケツァルコアトル125RDF（金星）
アニメ第129話から登場。ベイバンバ渓谷の近くにある遺跡に1人で孤独に暮らす少年。髪の色はピンク。一人称は「わし」で広島弁らしき方言で話す。かつて変幻自在な技でネメシスを翻弄した金星のブレーダー戦士の末裔。
恥かしがり屋の上に寂しがり屋であり、人前に出る時は大きな仮面をつけているが、それ故に人々からモンスターと恐れられるようになった。ただしベイバトルの最中は一転して底抜けに明るい性格へと豹変する。バトルでは独自な発想力で自由に戦う。
遊とキョウヤのバトルに惹かれて2人の前に姿を現し、遊と打ち解けて仲良くなる。キョウヤのことはレジェンドブレーダーという理由で無理やり挑まれたために嫌っている。
その後マヤの遺跡で銀河たちと合流し、アグマとのバトルで勝利し彼がレジェンドブレーダーの使命に目覚めるきっかけを作る。ネメシスを倒した後はデュナミスと共にミストマウンテンに身を寄せる。
（漫画版）
レジェンドブレーダー。ベイブレードを代々見守ってきた一族の少年で、ネメシスから地球を守るために銀河たちを迎えにアルティメットブレーダーズに出場する。標準語で話し、当初はとんがり帽子をかぶり杖を持っていた。3回戦第8試合でダーシァンに、準々決勝第4試合でジグソーに勝利する。準決勝第2試合の正宗との試合直前に現れたネメシスから銀河たちを守るために、彼らを連れてベイブレード発祥の地へ瞬間移動する。そして銀河に神の試練を与え、最終決戦転技コズミックノヴァ習得へと導く。
同作者の漫画『D・Mファイター焔』に登場するメンテを髣髴とさせるデザインとなっている。
彼が使用するデスケツァルコアトルは攻撃モードと防御モードを使い分けることができ、攻撃モードでは城壁のような形状をした高いメタルウィールが攻撃と防御の双方で強力な威力を併せ持ち、またラバーディフェンスフラットボトムの摩擦力によって驚異的な防御力とスタミナを発揮する。防御モードではウィールの背が低くなり相手の攻撃範囲を狭くし、透き間なく埋められた凹凸のない形状がアタック時の摩擦を抑え受けるダメージを最小限に食い止めることができる。
必殺転技は「アシェンスパーク」、「イシュタルインパクト」、「空間跳躍（ククルカンジャンプ）」（漫画版）。
ラゴウ
大いなる災いたちを参照。

### 大いなる災いたち
『タカラトミーボーイズホビー ガンガンホビー 攻略王2012 Winter』では彼らの組織は「大いなる災いたち」と総称されている。
ラゴウ
声 - 森川智之
使用ベイブレード - プロトネメシス⇒ディアブロネメシスX：D（ネメシス）
アニメ第133話から登場。「黒き太陽の申し子」と呼ばれる破壊神ネメシスの使い手。黒い長髪が特徴。かつてハデス王よりネメシスを託されたブレーダーの末裔で、その精神と力を継ぐレジェンドブレーダー。三戦士と共にとある神殿にいたところを大道寺の手引きでマヤの遺跡まで案内され、そこでネメシスを手にする。
ネメシス完全覚醒後に太平洋からハデス王の失われた王国を浮上させ、その力で大自然の均衡を崩し世界各地で異常現象を引き起こす。その後、単身で乗り込んできた竜牙を激闘の末に一蹴し、後から駆けつけた銀河たちをも追い詰めるが最終的に「ゼウスの結界」でネメシスを封印され自身もプルートと共に崩壊に巻き込まれる。しかし封印される直前に結界にフュージョンハーデスの欠片が突き刺さり不完全だったため執念で復活し、プルートと同化して巨大な破壊神の姿となり銀河たちの前に現れる。再び圧倒すると同時に世界を完全に滅ぼすことを公言するが、銀河の諦めずに何度も立ち向かう姿勢に圧倒され世界中のブレーダーの魂を受け取った銀河のスーパーコズミックノヴァで胸を貫かれ敗北し、奈落の底へと落下し再び封印される。
（漫画版）
破壊神ネメシスの分身で、人の邪悪な欲望の集合体。ベイバトルポイントは1億。数百年前に地球に落下した隕石から作り出され世界を三日三晩焼きつくすが、1人のブレーダーとの戦いに敗れ地球を追放される。長い時間をかけてその力を蓄えながら地球に向かっていたが、アルティメットブレーダーズ準決勝の銀河とクリスの戦いのエネルギーに引き寄せられて予定よりも早く地球に落下する。ベイフォースのミサイルを物ともせず圧倒的な力で周囲を破壊し、挑んできた銀河にネメシスの力を見せつけ、銀河たちを含む周囲の者に止めを刺そうと必殺転技を発動するがティティの介入で失敗する。その後は予定よりも早く地球に来るために使った力を蓄えるために一週間の眠りにつき、目を覚ました後は再度古馬村で銀河と対戦し、圧倒的な力で一度はペガシスを破壊して銀河を倒し地球の完全破壊を目論むが、銀河の呼び掛けで集まった世界中のブレーダーの心で復活したペガシスと銀河のコズミックノヴァによって敗北し消滅した。アニメ版とは異なりレジェンドブレーダーではない。
彼が使用するディアブロネメシスはレジェンドブレーダーの星の欠片の力を吸収することでその力を有し、攻撃、防御、持久の全能力に秀でたベイ。ベイブレード史上最重量を誇るディアボロウィールを4Dボトムと融合させることで攻撃モードから究極バランスモードにモードチェンジすることができ、持久のシャープボトム、攻撃のエクストリームフラットボトム、防御のステルスセミディフェンスの3種類のボトムを自動的に使い分けることができる。また、漫画版では力を極限まで高めることで地球全体を破壊するほどにまで威力が成長する。アニメ版ではレジェンドブレーダーの力に加えて彼らが戦ってきた全てのベイの力を持ち、漫画版ではこれまでに生まれた全てのベイの特長を持つ。
必殺転技は「天地崩落（アルマゲドン）」、「絶・天地崩落（ラスト・アルマゲドン）」（漫画版）。
プルート
声 - 豊永利行
使用ベイブレード - フュージョンハーデスAD145SWD（冥王星）
アニメオリジナルキャラクターで第103話から登場。ハデス王の末裔で、銀河たちが戦ってきたハデスインクを裏で操っていた黒幕。当初はゴーグルとフードで姿を隠していたが、終盤で正装姿の正体を現す。「大いなる災い」「悪しき者」と呼ばれる存在だが、本人は「歪められた歴史を正す者」と称し世界を闇に変えようとする。星の欠片の未知なる力を使って破壊神ネメシスを復活させようとし、配下のヨハネスに飛び散った星の欠片の行方を追わせる。本拠地はメキシコ南東部にあるマヤ文明の遺跡で、そこで星の欠片が宿ったネメシスを手中に収めており、ネメシスの使い手であるラゴウも仲間に引き入れる。
マヤの遺跡で破壊神復活の儀式を行い、おびき寄せたレジェンドブレーダーのエネルギーでネメシスを完全覚醒させた後は利用していたアグマたちベイ林拳を用済みとして見捨てる。そして地上を一掃し、人類の歴史の破壊と創造を成し遂げようと動き出す。新たな拠点である失われた王国でネメシスを封じる手段を失った銀河たちを嘲笑うが、ラゴウに倒された竜牙から星の欠片を受け継いだケンタが「夏」を司るレジェンドブレーダーへと覚醒したというハデス王の予言に無かった事実に衝撃を隠せず、ネメシスを封じる「ゼウスの結界」を発動させようとするケンタを妨害し追い詰めていくが、どんな困難に対しても決して諦めないケンタの執念の新必殺転技ダイビングアローで敗れる。ハーデスの欠片がほころびを生じさせたことでゼウスの結界が不完全となり、共に結界から抜け出したラゴウと同化して破壊神の姿となり復活するが最終的に銀河に敗れ、ラゴウと共に封印された。
彼が使用するフュージョンハーデスはハデス王の名を授かりしベイで、ウィール全体を覆ったラバーにより相手の攻撃の衝撃を吸収しダメージを防ぐことができる。またメタルウィールの10枚刃によって強力な連続攻撃を繰り出すことも可能。
ヨハネス
声 - 千葉一伸
使用ベイブレード - ビートリンクスTH170WD（やまねこ座）
アニメ第103話から登場。破壊神ネメシスの復活を目論む組織の一員。猫が好きで猫に懐かれており、猫のような鳴き声や仕草をすることがある。銀河やキョウヤから「猫野郎」、モッティから「ヨハニャン」と呼ばれている。行く先々で銀河たちの邪魔をし、銀河からはしつこいと言われるが、本人は「猫並みに執念深い」「レジェンドブレーダーあるところにヨハネス様あり」と語っている。
登竜門にモッティと組んで出場し、1回戦で強豪ブレーダーを1人で破るが、2回戦でキョウヤに敗北する。リンクスの性能の高さから銀河とまどかからレジェンドブレーダーかもしれないと思われるが、キョウヤに敗れ「レジェンドブレーダーではない」と言い放たれる（本人いわく「そんなこと一言も言ってない」とのこと）。その後アグマがレジェンドブレーダーであることを知り、彼とバオをプルートのいる場所に案内し仲間に引き込む。
121話にてミストマウンテンの頂上を目指す銀河たちをバオと共に襲い掛かるが、ベンケイたちに妨害され敗北する。その後、デュナミスのもとに辿り着き一緒に来るように勝負を挑むがキョウヤによって中断され撤収する。ベイスター島チャンピオンシップではゴールにたどり着けず失格となるが、クリスを雇い仲間に引き込むことに成功する。
マヤの遺跡前では銀河たちを待ち受け、レジェンドブレーダーの星の欠片の力をネメシスに吸収させるためにわざと銀河たちを遺跡内に侵入させるが、後から来た竜牙に倒される。その後、三戦士を引き連れネメシスが復活させた失われた王国に向かう銀河たちを妨害し、翼とまどかが乗ったヘリに狙いをつけた上で追い詰めるが、アグマの妨害を受け撤退する。三戦士と共にその後は登場せず、消息は不明。
（漫画版）
アルティメットブレーダーズに参加するが、3回戦第3試合でケンタに敗北する。
彼が使用するビートリンクスはトラックの長さを3段階に伸ばすことが可能で本来の17mmから19.5mm、最長22mmと、23mmのフレイムビクシスと同じくらいまで伸ばすことができる。またウィールを回転させて爪を露出させ、ディフェンスモードからアタックモードに切り替えることも可能。
ハーシェル
声 - 新垣樽助
使用ベイブレード - デュオウラヌス230WD（天王星）
アニメオリジナルキャラクターで第133話から登場。黒き太陽を守りし三戦士の1人。坊主頭で顔にペイントを施している。マヤの遺跡に乗り込んだ銀河たちの前に現れ正宗とキングを翻弄するが、乱入した遊に足場を封じられ正宗とキングの合体必殺転技で敗れる。
彼が使用するデュオウラヌスは、重心を偏らせたメタルウィールによって変則走行を可能とする。
ケイザー
声 - 岩崎征実
使用ベイブレード - バクシンベルゼブT125XF（はえ座）
アニメオリジナルキャラクターで第133話から登場。三戦士の1人。口元にマスクを装着し不気味な呼吸音を発する。ハーシェルと共に正宗、キングと戦うが敗れる。
彼が使用するバクシンベルゼブは、地面との設置面積を拡大したエクストリームフラットボトムにより壁や天井を自由に走行することができる。
キュクナス
声 - 間島淳司
使用ベイブレード - クライスシグナス145WD（はくちょう座）
アニメオリジナルキャラクターで第133話から登場。三戦士の1人。褐色の肌に黒目がちの瞳を持つ。クリスと戦う銀河を妨害するがユウキに阻まれ、クリスが敗れた後にバトルを中断し撤退する。
彼が使用するクライスシグナスはフリー回転するメタルウィールで相手の攻撃を受け流し、ワイドディフェンスボトムによって防御力に優れる。なお、実際の玩具ではメタルウィールはフレームがスライドするものになっている。
防御転技は「明鏡止水」。
大道寺
暗黒星雲（ダークネビュラ）を参照。

### その他
サラ
声 - 藤井結夏
使用ベイブレード - アースフェニックス145F⇒90WD（ほうおう座）
アニメオリジナルキャラクターで第106話から登場。インドネシア南方のザーカン島で暮らす褐色の少女。
竜牙が島に来たことで火山が活動を始め、村人たちがベイブレードを嫌悪する中、誰にも見つからないように1人でベイブレードの練習をしていた。そこへ銀河たちと出会い、まどかに自分のベイを組み替えてもらったり一緒にバトルしてもらうことで親しくなる。銀河たちと竜牙のバトルの影響で火山活動が活発になり、村に危機が訪れた際はケンタに救われる。
バオ
声 - 寺島拓篤
使用ベイブレード - ヘルクラウン130FB（かんむり座）
アニメオリジナルキャラクターで第110話から登場。「真紅の閃光」と呼ばれるブレーダー。髪型はセミロングヘア。百家ベイ林拳の末裔だが同門であるアグマと比べて実力は数段劣る。アグマの他に6人のベイ林拳の門下生を引き連れている。
アグマと組んで登竜門に出場し2回戦までを1人で勝ち抜き、決勝で銀河、ユウキと対戦する。銀河を狙おうとしたところをユウキに邪魔され、振り切られて足止めを喰らうが、捨て身の戦法で銀河の必殺転技の発動を阻むなどの活躍を見せる。
大会後はアグマと共にヨハネスと手を結ぶ。ミストマウンテンでヨハネスと共に先に向かおうとする銀河たちに襲い掛かるが、ベンケイたちに妨害され敗北する。その後、デュナミスのもとに辿り着くもキョウヤによって勝負は中断され渋々、撤収する。
ベイスター島チャンピオンシップに出場するが、最初の予選で正宗に敗北する。ネメシス復活時は自分こそがネメシスを持つレジェンドブレーダーだと考え手に取ろうとするが、拒まれ吹き飛ばされる。マヤの遺跡前ではヨハネスとともにベンケイたちと交戦するが、後から来た竜牙に倒される。
彼が使用するヘルクラウンは赤いクリアウィールを持ち、通り名通りの真紅の閃光を放つことができる。
必殺転技は「閃光一撃」。
イリオ・モッティ
声 - 釘宮理恵
使用ベイブレード - フレイムキャンサーWD145WD（かに座）
アニメオリジナルキャラクターで第111話から登場。ヨハネスとタッグを組んで登竜門に出場した褐色の女性ブレーダー。猫のような格好をしており、語尾に「にゃ」と付けて話す。ヨハネスにとって彼女はタッグバトルに出場するための人数合わせで戦力としては期待されず、バトル中でも「何もせずに後ろでじっとしていろ」と邪険に扱われていた。2回戦でキョウヤ、ベンケイ組と対戦しベンケイを巧みに惑わすが、最終的に両者スタジアムアウトとなる。
その後、銀河とラゴウの最終決戦を見守り、銀河が勝利した際には他のブレーダーたちと共に笑顔を見せている。
（漫画版）
『メタルファイト ベイブレード レジェンド4Dガイド』および単行本第9巻収録の特別編で、アニメから逆輸入の形で1コマだけ登場している。
ジグソー
声 - 桑島法子
使用ベイブレード - フォビドゥンイオニスED145FB（イーオー）
アニメ第118話から登場。スフィア360に出場したブレーダー。眼鏡と正装、おかっぱ頭が特徴で常に本を読んでいる。性格はクールで物静か。スフィア360のBブロックの試合前に控え室でもめている正宗とキングを冷ややかに見下し、バトルの際にも「君たちは本当にくだらない」と言い放つ。Bブロックを勝ち上がるが、決勝戦でキングにバーストサテライトを破られ敗北する。
（漫画版）
アルティメットブレーダーズに出場し、3回戦第7試合で宇宙に勝利するが準々決勝第4試合でティティに敗れる。
彼の使用するフォビドゥンイオニスはフリー回転するエターナルディフェンストラックで相手の攻撃を受け流すことができる。また、安定したフラットボールボトムとエターナルディフェンストラックで周囲の空気の密度を変え、それをレンズのように使って光を屈折させ自分の姿を隠すことができる。
必殺転技は「バーストサテライト」。
竜斗（りゅうと）
声 - 園崎未恵
使用ベイブレード - オメガドラゴニス85XF（りゅう座）
アニメ第120話から登場。銀河がミストマウンテンの遺跡で出会ったトレジャーハンターの少年。星の欠片を宝だと称し、それを手にし最強のブレーダーになることを目的に世界を旅している。銀河を墓荒らしと勘違いしてバトルを挑むが、ビッグバントルネードの前に敗北する。後に銀河に対して勘違いしたことを謝罪し、彼らと同行することになる。
その後デュナミスのもとへ辿り着き、真っ先に星の欠片を狙い勝負を挑むが彼のジェイドジュピターに敗北する。敗北後はデュナミスから星の欠片の意味とレジェンドブレーダーの伝説を聞き、奪い取る物ではなく選ばれた者だけが手にすることだと悟り、星の欠片のことを諦め銀河たちが困ったときは協力することを約束する。
続編の『ZEROG』では、宇宙との交流が描かれている。
（漫画版）
特別編に登場。アニメ同様トレジャーハンターだが、竜牙の弟で「竜の一族」の生き残りという設定。竜牙を「兄さん」と呼び慕っているが、竜牙からは「半人前」「弟と認めない」と悪態をつかれている。『ZEROG』では村のしきたりで一族の長を「兄」と呼んでいると説明されている。元々は設定も含め、原作には無い逆輸入キャラクター。かつて大道寺に騙されて村の神殿に眠っていた竜牙を見つけるが、その際に村を滅ぼされ、自分のルーツと竜牙の正体を知るために竜の伝説を追うトレジャーハンターになったという過去がある。
彼が使用するオメガドラゴニスは、通常は3枚刃の強襲モードだがモードチェンジによって6枚刃の連打モードに切り替えることが可能で、そこから強力な攻撃を生む。また潜り込むような超低空からの連続アッパーを得意とし、XFボトムの機動力で高速移動を可能とする。元々アニメ先行で登場したベイだが、『最強ドラゴニス4Dガイド』の付録として商品化された。
必殺転技は「ハンマーボルト」、「ドラゴニックハンマー」（漫画版）。

## その他のキャラクター
ブレーダーDJ（ブレーダーディージェイ）
声 - 杉山紀彰
使用ベイブレード - アースアクイラ145WD（わし座）
WBBAに所属し、日本全国のベイブレードの大会での司会、実況を務める男性。
『爆』では日本開催のビッグバンブレーダーズ3回戦の実況を行う。アニメ第91話ではアメリカへと赴き、決勝の司会の座を賭けてアメリカDJとバトルをする。勝負は引き分けとなり、お互いを認め称え合い決勝戦は2人で実況することになる。大会終了後はジープを運転し、翼や遊たちをハデスシティまで運ぶ。『4D』ではベイスター島に実況DJがいない理由からチャンピオンシップの実況を務め、ネメシスとの最終決戦も実況し全世界に伝えている。
（漫画版）
バトルブレーダーズ編から登場し、ビッグバンブレーダーズとアルティメットブレーダーズでは各国で実況を行う。
彼が使用するアースアクイラは大会限定モデルのレアベイで、銀河たちから珍しがられている。
必殺転技は「ブレーダーDJスクラッチ」。
オサム、タカシ、アキラ
声 - 生天目仁美、高梁碧、西優子

アニメのみ登場するケンタの友達。銀河やケンタたちのバトルを応援する。オサムの年齢は12歳。ベイバトルはあまり強くはないが、サバイバルバトルではアングルコンパスを手に入れ銀河に挑戦し、第23話では3人がかりで渡蟹を破っている。
3人の頭文字を取ったベイブレードの一大レジャーランド「OTAランド」の建設を夢見ていて、銀河とバトルする際にはOTA三銃士を名乗っている。バトルブレーダーに出場しようとポイントを稼ぐが、出場資格である50000ポイントに到達せずに終わる。『爆』以降はほとんど登場しないが、日本代表選抜大会ではアキラが20位となっている。また、第57話では他のブレーダーたちと一緒に銀河たちが遠征に出発するときの空港での見送りに来ている。
フェイスハンターズA、B、C、D、E
声 - 堀田勝、井上剛、興津和幸、坂巻学、相馬幸人
卑怯なバトルでポイント狩りを行う首狩団（フェイスハンターズ）のメンバー。リーダーのキョウヤを慕っている。
アニメ第1話においてフェイスハンターズ名物「百機バトル」に参加し、100人がかりで銀河に襲い掛かるが全く相手にならず敗北する。第9話で大道寺のもとから戻ってきたキョウヤにフェイスハンターズ解散を告げられるが、その後銀河とキョウヤの戦いに駆け付け、銀河にキョウヤを取り戻して欲しいと声援を送る。第24話ではチャレンジマッチに参加している。なお、メンバーのうちAとBはフェイスハンターズが結成される以前からベンケイと行動を共にしている。
漫画版をベースとしたDS第1作ゲーム版ではフェイスハンターズのメンバー3人が名無しのプレイヤーキャラクターとして登場する。
北斗（ほくと）
声 - 郷田ほづみ
使用ベイブレード - リブラDF145BS（漫画版）、リブラD125S（DS第1作ゲーム版）（てんびん座）
アニメ第16話から登場。古馬村に住むしゃべる犬で、氷魔と同じく銀河の幼馴染。古馬村を訪れたまどかや遊に可愛がられているが、犬扱いされるのを嫌う。
劇場版では古馬村で氷魔と共に文献を調べるなどして銀河をサポートする。
ゲームではDS第1作のみに登場。竜牙とも面識がある様子で、彼に対しエルドラゴの危険性を忠告するが一蹴される。
（漫画版）
古馬村崩壊後、銀河と2人旅に出る。彼自身ブレーダーで、銀河たちの手助けをするためにバトルブレーダーズに参加、予選を突破するが、本戦初戦でトビオと対戦する直前に犬とバレて失格になる。アニメ版よりも銀河たちと行動することが多い。
漫画『忍者ハットリくん』に登場する忍犬の獅子丸がモチーフの1つ。
必殺転技は「バーディクト」（DS第1作ゲーム版）。
メルシー
声 - 平田広明
アニメ第8話から登場。大道寺の配下で、ダークネビュラのメインコンピューター。正式名称はISBG5386292C4メインフレームで、通称メルシー。大道寺を「ご主人様」と呼び、フランス語混じりの言葉を話す。
ブレーダーが様々なゲームに挑戦する「チャレンジブレーダー」という偽番組を使い、銀河のデータを調べ上げる。銀河たちがダークネビュラのアジトに潜入し、まどかがセキュリティシステムを解除するためにシステムをハッキングした際にはファイアウォールを使って阻止するが突破される。
続編のアニメ『ZEROG』にも登場している。
スティール
声 - てらそままさき
アニメ第85話から登場。ダンジョンジムのオーナー兼トレーナーで、正宗がアメリカにいた時の師匠。コーチとしては厳しいが生徒想いの性格をしている。メカニックの腕も一流で、正宗が考えた設計図をもとにレイユニコルノをブリッツユニコルノに改良する。
オーエン、ブレッド、ブルース
声 - 平田真菜、大室佳奈、森なつみ

アニメ第85話から登場。ダンジョンジムのブレーダーで3人一緒にいることが多い。
スフィア360ではそろって予選を勝ち抜くが、Bブロックのバトルロイヤルでブレッドがジャックに、オーエンとブルースがジグソーに敗れる。
ハデス
アニメ第123話から回想で登場。数千年前、一大ベイ文明が栄えた時代の支配者。黒き太陽のパワーを秘めた星の欠片から最強のベイ・ネメシスを誕生させ、その力で逆らう人間を滅ぼし自分のためだけの理想郷を作り上げようとする。しかしガイア（地球）の力と5人のブレーダー戦士によって、その魂はネメシスと共に地中深く封印される。
ゼウス
アニメ第123話から回想で登場。ハデス王とネメシスに対して立ち上がった隣国の王で、勇敢なる5人のブレーダー戦士を集結させる。ネメシスを封印した後はガイアの力を4つに分け、その力を未来の者たちに託す。ハデスとは血を分けた兄弟。
古代ブレーダー戦士（こだいブレーダーせんし）
アニメ第123話から回想で登場。星の欠片の力を宿した太陽系の惑星のベイを持つ5人の戦士でユウキ、アグマ、キング、デュナミス、ティティの先祖に当たる。アグマの先祖である土星のブレーダー戦士は一族の地位と繁栄を約束されハデス王に加担していたが、ティティの先祖である金星のブレーダー戦士との戦いで本当に自由な世界にこそ一族の未来はあると悟り、その力をネメシス封印のために役立てる。

### ゲストキャラクター
山田 浩司（やまだ こうじ）

アニメ第1話で行われていたWBBA主催のベイブレード定期大会に出場していた少年。準々決勝第1試合でケンタとバトルをして勝利している。
越前（えちぜん）
声 - 中西英樹
使用ベイブレード - ウインドレオーネ125B（はくちょう座）
アニメ第5話に登場。渡蟹のかつての友人で、村一番のブレーダー。多良場に勝負を挑まれるが怯え、身代わりになった渡蟹を見捨てて逃げ出す。その後、渡蟹に復讐され倒される。
多良場（たらば）
声 - ベルナール・アッカ
使用ベイブレード - クレイサジタリオ145FS（おうし座）
アニメ第5話に登場。武者修行中の流れのブレーダー。越前の身代わりになった渡蟹を倒しマッドキャンサーを傷だらけにするが、その後渡蟹に復讐され倒される。第24話のチャレンジマッチでキョウヤとのバトルがわずかに描かれるが、獅子王爆風破に敗れる。また、第57話では他のブレーダーたちと一緒に銀河たちが遠征に出発するときの空港での見送りに来ている。
ヒカルの母
声 - 雪野五月
アニメ第6話と第7話でヒカルの幼い頃の回想に登場。病に臥して入院しており、自身が果たせなかった世界一のブレーダーの夢を娘に唯一の希望と託す。敗北に嘆く幼少のヒカルに悔しかったら勝ちなさいと諭すなど厳しい性格。自分より強い相手と戦って腕を磨くようにと教えたために、それが当初のヒカルの理念となる。
はぐれブレーダーA、B、C、D
声 - 相馬幸人、坂巻学、興津和幸、井上剛
アニメ第24話に登場。「兄貴」と呼ばれる人物を中心とした、バトルブレーダーズ出場のためにポイント狩りを行うブレーダーたち。銀河は彼らに絡まれた時、フェイスハンターズとの経験を思い出しデジャビュを覚え苦笑している。銀河のベイポイントを狙いフォーメーションを組んで襲うが、間に割って入ってきた翼に撃退される。『三銃士』の一節である「1人は皆のために、皆は1人のために」を間違った解釈で引用し銀河を呆れさせている。
必殺転技は「全員アタック」。
尾上 リョウ（おのうえ リョウ）
声 - 堂坂晃三
使用ベイブレード - ヒートレオーネ125FS（うみへび座）
アニメ第25話に登場。プリンスタワーで行なわれたチャレンジマッチでトビオと対戦するが敗れ、第34話のチャレンジマッチでは銀河に敗れる。日本トップ20のブレーダーとしてランクされ、日本代表選抜大会では14位。54話ではスペルが「OGAMI」となっている。また、第57話では他のブレーダーたちと一緒に銀河たちが遠征に出発するときの空港での見送りに来ている。
大木 アツヤ（おおき アツヤ）
声 - 寺谷美香
アニメ第29話に登場。ビーチサイドアリーナで行われたチャレンジマッチの3回戦でケンタと対戦しようとするが、乱入した宇宙に邪魔される。宇宙が退場した後は無事にケンタと対戦している。
ジャンゴ　
声 - 井上剛
使用ベイブレード - クレイヴォルフ125B
アニメ第36話に登場。「閃光のジャンゴ」と呼ばれ、驚異的なシュートスピードを誇る稲妻シュートの使い手。
アラモタウンで行なわれたチャレンジマッチで銀河と戦う予定だったが、対戦直前でデスカプリに邪魔され退散する。日本トップ20のブレーダーとしてランクされ、日本代表選抜大会では13位。
カズキ、ユイ
声 - 神田朱未、今野宏美
使用ベイブレード - ウインドレオーネ125B（はくちょう座）、クレイサジタリオ125FS（はくちょう座）
アニメ第37話に登場。デッドスターシティでケンタと宇宙が会った幼い兄妹。自分たちの使用しているスタジアムを毒島たちに奪われるが、ケンタたちと共にスタジアムを取り戻すために立ち上がる。ユイは一度ケンタのベイポイントを奪うための人質として連れ去られるがケンタたちに救出される。また、第57話では他のブレーダーたちと一緒に銀河たちが遠征に出発するときの空港での見送りに来ている。
中華DJ、中東DJ、ロシアDJ、インドDJ、フランスDJ、イタリアDJ、ブラジルDJ、町のDJ、モヘンジョDJ
声 - 立木文彦、稲田徹、黒田崇矢、樫井笙人、家中宏、北沢力、岩田光央、小森創介、檜山修之
アニメ第60話以降に登場する各国のDJ。それぞれの国で行われる大会の司会、実況を務める。自国寄りの実況をするが、中国DJは銀河たちが勝利した時に彼らに拍手を送っている。中東DJは漫画にも登場しているが姿は異なる。町のDJは正宗がアメリカにいた時にゼオやトビーとともに参加した町の大会の実況を務める。
アメリカDJ（アメリカディージェイ）
声 - 鳥海浩輔
使用ベイブレード - ロックアリエスED145D（おひつじ座）
アニメ第85話から登場。アメリカで行われるビッグバンブレーダーズの司会、実況を務める。立ち位置は上記のDJたちと同じだが、第91話ではブレーダーDJと決勝の試合の実況を賭けて対戦する。アメリカの大会スフィア360でも実況を行う。
彼が使用するロックアリエスは今では手に入らないレアベイだとされる。
必殺転技は「アメリカDJクロスフェーダー」。
老師
声 - 宮澤正
アニメ第60話に登場。チャウシンに勝つべく中国の山で特訓していた正宗の前に現れた老人。空腹で倒れていたところを正宗に助けられ、その礼として力の使い方を教える。
大統領
声 - 銀河万丈
アニメ第69話に登場。アフリカ・サバーナ国の大統領で、本名はダルバマーギフ。国の名を広く世界に知らしめるためにビッグバンブレーダーズに参加することを決定し、全世界からブレーダーを集めサバーナ国の代表選考会を開く。
マーカス
声 - 川津泰彦
使用ベイブレード - サイバーアクアリオ105RF（みずがめ座）
キョウヤたちと共にアフリカ・サバーナ国の代表選考会に参加したブレーダー。自分の国は強豪ブレーダーばかりでビッグバンブレーダーズへの出場が困難なため、少しでも楽に世界への切符を掴むためにサバーナ国の代表選考会に参加する。そのことでキョウヤには「失格だ」と罵られる。卑怯な手を使って一度はキョウヤとナイルを出し抜くが、最終的にダムレの援護を受けたキョウヤたちに敗北する。
ルイス、トニー
声 - 興津和幸、堀田勝
使用ベイブレード - ロックアリエスED145D（おひつじ座）、サーマルジェミオスT125S（ふたご座）
アフリカ・サバーナ国の代表選考会に参加していたマーカスの仲間。マーカスと共に、チームマーカスとして世界に行くためにキョウヤたちを妨害するが失敗し敗れる。
相手
声 - 平尾明香
アニメ第79話の翼の幼少時に登場。翼のことが気に食わず、仲間を使って前もってスタジアムの柱が倒れるなど細工をして一度は翼を下すが、その後正々堂々戦うことを知った翼と再戦し敗れる。
ビンス
声 - 桜塚やっくん
使用ベイブレード - クレイヴォルフ125B（はくちょう座）
アニメ第86話の回想に登場。アメリカのゴールドバンクジム所属のブレーダー。以前大会で卑怯な手を使ってトビーを倒したことがあり、仲間とともにベイパークを独り占めし正宗たちを見下す。町の大会にチームゴールドバンクのリーダーとして出場し、決勝で正宗と戦うがトビーの応援を受けた正宗に敗れる。
ジム、ダスティ
声 - 知桐京子、西墻由香
使用ベイブレード - ウインドレオーネ125B（はくちょう座）
アニメ第86話の回想に登場。ゴールドバンクジムでのビンスの仲間で、大会の決勝で正宗たちチーム・ダンジョンと対戦する。ジムはトビーに敗北し、ダスティはゼオに勝利するが試合は省略されている。
長友 修人（ながとも しゅうと）
声 - 鈴木恭輔
アニメ第103話に登場。WBBA主催ベイブレード定期大会Bブロックを勝ち上がり決勝でケンタとバトルをするが敗れる。
ユウキの祖父
声 - 佐々木敏
アニメ第104話と第107話にユウキの回想で登場。古馬村の出身。星の欠片の力を狙う悪しき存在に気付き、ユウキに古馬村に残された伝説を伝える。
サラの父親
声 - 室園丈裕
アニメ第106話から第108話に登場。ザーカン島の村人が島の外から来たブレーダーを嫌う中、娘が連れてきた銀河たちにある程度の理解を示し彼らをかくまう。
村長
声 - 藤本譲
アニメ第106話から第108話に登場。ザーカン島の村の村長。ベイブレードを使う銀河たちを拒絶していたが、銀河たちのベイによって火山の噴火から村を救ってもらう。
アナンガ
声 - 田尻浩章
アニメ第109話に登場。モヘンジョ村の大会に出場した村一番の力持ち。1回戦第1試合で竜牙に一瞬で敗れる。
キングインダス
声 - 伊藤健太郎
使用ベイブレード - レイキャンサー105MF（かに座）
アニメ第109話に登場。モヘンジョ村の大会の準決勝で竜牙と戦った巨漢ブレーダー。星の力を授かった伝説のブレーダーと呼ばれ打倒竜牙に自信を見せていたが、逆に圧倒的な実力差を見せ付けられ敗北する。
必殺転技は「ローリングクラッシュ」。
ジェット、アン
声 - 坂巻学、井上剛
使用ベイブレード - クレイサジタリオ125FS（はくちょう座）、ウインドレオーネ125B（はくちょう座）
アニメ第111話に登場。アジア大会で数々の実績を誇る香港のスーパースター。タッグを組んで登竜門に出場し、1回戦でヨハネスたちと対戦するがヨハネス1人に敗れる。アタックタイプのベイを使用する。
ダンプ、ス・ヒヨン
使用ベイブレード - レイヴォルフ125B（はくちょう座）、ヒートヴォルフ125B（からす座）
アニメ第117話に登場。それぞれ怒涛のパワーブレーダー、人気イケメンブレーダーと呼ばれる。スフィア360に出場するが、Aブロックのバトルロイヤルでトビオのカプリコーネに一撃で倒される。
クリスの仲間A、B
声 - 許綾香、持月玲依
アニメ第138話に登場。かつてクリスと共に世界大会を目指していたが、クリスのあまりの強さに引け目を感じ彼から離れていく。名前はBobby、Tomと表記されている。

### 漫画に登場するキャラクター
マワシ
使用ベイブレード - 石のベイブレード
富士の青木ヶ原樹海に住む、ベイの神と呼ばれる800年もベイを見守り続けるしゃべる猿。竜牙とのバトルでペガシスを破壊された銀河に新たなペガシスを授けるべく導き、厳しい試練を施す。
ネロ
シーザーの弟。傲慢な態度の兄とは対照的に良識的で、1位を取るためなら相手を情け容赦なく叩き潰すほど冷酷になった兄に心を痛めており、銀河に兄の過去を話して彼を倒して欲しいと頼む。シーザーが父親と和解した際は涙を流して喜んでいる。
シーザーコンツェルンの会長
シーザーとネロの父親。ユーロ最大の財閥の会長故に多忙で息子たちとほとんど触れ合わなかったが、シーザーの試合を見て自分が息子を追い詰めてしまっていたことに気づき、敗北したシーザーに優しい言葉をかけて詫びる。
轟 修斗（ごう しゅうと）
使用ベイブレード - ロックペガシス（ペガサス座）
かとうだいごの漫画『爆転伝授 ブレーダーDJ』のキャラクター。『別冊コロコロコミック』および単行本第5巻掲載の番外編にゲストとして登場し、銀河とバトルしている。
黒鉄団（くろがねだん）
銀河たちが世界大会に旅立つ当日にケンタをさらった総勢100人の闇の最強ブレーダー軍団。銀河を日本代表と認めず、彼を倒して最強を証明しようとする。その正体は銀河と出会ったときのような真剣なバトルを望んで変装したキョウヤたち。
盾神 カケル（たてがみ カケル）
使用ベイブレード - ディバインキメラTR145FB（キメラ）
キョウヤの弟。Xスポーツをベイに応用していて、バイクを乗りこなしている。兄を越えるため旅に出て、キョウヤを倒した銀河に勝てれば兄を越えられるかもしれないと思い、ビッグバンブレーダーズ決勝戦の数日前にアメリカで銀河に勝負を挑む。トリプルローラートラックを駆使して追い詰めるが引き分けに終わる。特別編のベイブレードレースではゴール直前で銀河に敗れる。
彼が使用するディバインキメラはメタルウィールの無数の凹凸で防御を可能とし、トラックの3つのローラーで相手の攻撃を受け流す。ローラーをタイヤ代わりにしてベイを縦に回転させることもできる。また、状況に応じて攻撃と防御に切り替えることができるFBのボトムで攻撃と防御を兼ね備えている。
必殺転技は「合獣乱舞（ビーストトリック）」、「昇天合獣乱舞（リバースビーストトリック）」、「デストラクションミキサー」（超絶転生!バルカンホルセウス）。
『頂上決戦!ビッグバン・ブレーダーズ』でのフェイス技は「ブラックフレイム」、「ライオネルトルネードウォール」。
ベイフォース
クリスが所属するアメリカの特殊部隊。対ネメシス用にファントムオリオンを開発する。地球に到着したネメシスにミサイルで対抗するが返り討ちにあい、危ういところを銀河に救われる。
鋼 銅河（ハガネ ドウガ）
『最強ドラゴニス4Dガイド』掲載の萬屋不死身之介による外伝漫画のキャラクター。中年男性だが銀河の弟で小学5年生だと言い張っている。漫画版最終話では群衆に紛れて登場。
黒銀 ゼロ（くろがね ゼロ）
本作の続編『メタルファイト ベイブレード ZEROG』の主人公。最終話に登場し、ネメシスと戦う銀河にブレーダーの心を送る。
盾神 ガオウ（たてがみ ガオウ）
足立たかふみの公式ブログに掲載された『盾神物語』に登場。盾神グループを経営しているキョウヤの父で、息子の実力を確かめた後にキョウヤをTC（盾神コーポレーション）のCEOに就任させ、その座を退く。
盾神コーポレーションは元々はゼネコンだったが、ガオウの拳で語るM&Aにより飲食チェーンから電子機器まで幅広く扱うグローバルな会社となっている。

## 劇場版に登場するキャラクター
ヘリオス
声 - 前野智昭
バキム
声 - 玄田哲章

## ゲームオリジナルキャラクター
『ガチンコスタジアム』、『爆誕!サイバーペガシス』、『超絶転生!バルカンホルセウス』のキャラクターはゲームオリジナルのベイを使用している（いずれも未商品化）。

### メタルファイトベイブレード（DS第1作）
早乙女 スピカ（さおとめ スピカ）
使用ベイブレード - ビルゴ125F（おとめ座）
強いブレーダーにしか興味を示さないピンクのサイドテールが特徴の少女ブレーダー。メタルベイシティで行われた大会の一次予選決勝戦でベンケイを破り、二次予選最終試合で銀河と戦う。ククルカンに所属しており、カトルの命令でフェイスハンターズを使って銀河の力を試し仲間に引き込もうとする。
目的は性別や年齢ではなく実力で評価される秩序を作ることで、そのためにベイと強いブレーダーを必要としている。
必殺転技は「ラブインフェルノ」。
カトル
使用ベイブレード - ケツァルコアトル90WF（金星）
ブレーダー狩りを行う謎の集団「ククルカン」の王。ダークネビュラとは敵対していて、竜牙からは「ヘビ」と呼ばれている。大道寺いわく竜牙に匹敵するプレッシャーの持ち主。強きブレーダーこそが危険な力を秘めたベイを管理するべきだと考えている。メタルベイシティで行われた大会の決勝戦に乱入し、銀河と対戦予定のキョウヤを破る。銀河に敗れた後は彼の勝利を認め、ククルカンを解散し自分を見つめ直す旅に出る。
キャラクターデザインは原作者の足立たかふみで、ケツァルコアトル＝南米の神のイメージからデザインされている。
必殺転技は「サクリファイス」。

### ガチンコスタジアム
白鳥 マリコ（しらとり マリコ）
声 - 後藤沙緒里
使用ベイブレード - インフェルノキグザス125B（はくちょう座）
銀河たちと要塞で出会い、道案内をする女性。実はDr.ヘルベイドの娘。
必殺転技は「白鳥零晶翼（キグザス・フロストウィング）」。
熊手 ツヨシ（くまで ツヨシ）
声 - 井上剛
使用ベイブレード - アイアンベアールWD145WB（おおぐま座）
要塞で銀河たちが最初に出会う少年。銀河を倒して名声を得ようと企む。
必殺転技は「巨熊粉砕牙（ベアール・ブレイクファング）」。
月野 ハジメ（つきの ハジメ）
声 - 堀田勝
使用ベイブレード - トルネードジラン100WF（きりん座）
妹思いで熱い性格の少年。行方不明になった妹のアサミを探すために要塞に乗り込む。
必殺転技は「麒麟閃光槍（ジラン・フラッシュランス）」。
月野 アサミ（つきの アサミ）
声 - 阿澄佳奈
使用ベイブレード - タイフーンレプリス90F（うさぎ座）
月野ハジメの妹。純粋な心の持ち主。
必殺転技は「L.L.レーザー（レプリス・ルナティックレーザー）」。
猫山 リナ（ねこやま リナ）
声 - 牧口真幸
使用ベイブレード - ブレイズリンキャットC145BS（やまねこ座）
猫耳の帽子を被っている少女。蛇のような形をしたベイを持つブレーダーに敗れ、その人物を追いかけて要塞にやって来ている。自分より強い男を好きになるタイプのようで、自分に勝った銀河を「運命の人」だと決め付け、会うたびに付きまとうようになる。
必殺転技は「勇猫瞬爪裂（リンキャット・ブリンクスクラッチ）」。
南国 カイ（なんごく カイ）
声 - 中西英樹
使用ベイブレード - ヘルファイアドルフィス145FS（いるか座）
ベイブレードのパーツコレクター。
必殺転技は「海獣飛沫弾（ドルフィス・ブリッツスプラッシュ）」。
羽広 コウキ（はびろ コウキ）
声 - 相馬幸人
使用ベイブレード - ファイアーパボンWD145S（くじゃく座）
美しいものを愛する男。
必殺転技は「P.R.ブレイク（パボン・レインボーブレイク）」。
大地 カケル（だいち カケル）
声 - 興津和幸
使用ベイブレード - クリスタルレオルD125B（こじし座）
かつて高い戦略性頭脳を認められフェイスハンターズのメンバーになった男。フェイスハンターズのリーダーの座を奪うためにキョウヤにベイバトルを挑むが敗れ、修行の旅に出ていたが再びキョウヤの前に姿を現す。
必殺転技は「L.G.バスター（レオル・グラウンドバスター）」。
城石 マモル（しろいし マモル）
声 - 高倉有加
使用ベイブレード - クエイクシールザムDF145D（たて座）
ケンタと同じくらいの身長の、眼鏡をかけた少年。ケンタが小学校2年生のときに一緒のクラスだった友達で、4年生になる前に引っ越している。彼の引越しの日はケンタが初めてベイブレード大会に出場した日でもあり、友達はみんな彼の応援に行ったためにケンタを恨んでいる。バトルに敗れて心を開きかけるが、そこへ現れた大道寺にベイブレード解析能力を買われダークネビュラにスカウトされる。
必殺転技は「光盾絶対壁（シールザム・スマッシュバリア）」。
八岐 ロチ（やまた ロチ）
声 - 羽多野渉
使用ベイブレード - デビルサーペンター125FS（へびつかい座）
ゲーム2周目以降に登場する隠しボスキャラクター。Dr.ヘルベイドの科学力によってベイブレードとの共鳴力を最大まで引き出せる最強のブレーダーだが、自分を利用し自由を奪ったヘルベイドには反抗的な態度をとっている。竜牙同様、並外れた闘気の持ち主。
彼が使用するデビルサーペンターは、通常版の性能を強化しパーツをゴールド化したデビルサーペンターΣ（シグマ）となっている。
必殺転技は「巨蛇猛裂砕（サーペンター・アサルトバイト）」。
ブレーダーキラー
声 - ???
使用ベイブレード - デビルサーペンター125FS/デビルサーペンターH145FS（爆誕!サイバーペガシス）（へびつかい座）
Dr.ヘルベイドが優秀なブレーダーを倒すために開発した軍事用ブレーダーロボット。戦うたびに強くなるという特徴を持ち、基本型、強化型、最終ボスである超・強化型が存在する。スタッフロール後には壊れて暴走している失敗型も登場し、ケンタとバトルを行う。
DSゲーム『爆誕!サイバーペガシス』でも特殊な条件を満たすと隠しキャラクターとして登場する。
必殺転技は「巨蛇猛裂砕（サーペンター・アサルトバイト）」。
Dr.ヘルベイド
声 - 樫井笙人
ノンプレイヤーキャラクター。科学力によってブレーダーとベイブレードが共鳴する力を戦争利用しようと企む科学者。空に浮かぶベイブレード要塞にブレーダーを集めてベイバトルさせ、共鳴力を高めようとする。かつて世界平和を願い、今使われているエネルギーではない新しい「無限エネルギー」を数十年かけて開発するが、研究データを闇の組織に奪われたことで性格が豹変し、世界征服の研究を始めるようになる。

### 爆誕!サイバーペガシス
ヴァン
声 - 山崎健太郎
使用ベイブレード - ブラッディベルゼビュートT125HF/S（はえ座）
ベイバトルに負けた相手の心を奪う謎のブレーダー集団「ノスフェラト」の総統。宇宙と同じく隕石からベイを手に入れている。ベルゼビュートを使うようになってから人格が変わり、バトルを繰り返すうちに精神状態が限界になり暴走を始める。
「ベルゼビュート・サクション」という能力でブレーダーたちからパワーを吸い取り、ブラッディベルゼビュートに集める。その様はイージスからヴァンパイアと形容されている。
本拠地は「ノスフェラ島」。彼らの組織ノスフェラトは宇宙から「モスファット」と間違えて呼ばれている。漫画では部下と共に番外編に登場している。
必殺転技は「ダークネスストリーム」。
クロウ
声 - 松井尚吾
使用ベイブレード - カラミティレイヴン125ES（からす座）
ノスフェラトのナンバー2。女性的な口調で話し、宇宙からは「オカマ」と呼ばれている。ベイブレードを成長させる「ベイフォース」の研究をしていて、宇宙に親しく接し研究の協力をさせようとする。
ノスフェラトを作りヴァンをボスに祭り上げ、ベルゼビュートの力を使って世界征服を企む。しかし暴走したヴァンにパワーを吸い取られ、ベイフォースの改良版「ブレーダーフォース」によって辛うじて生き延びる。直属の部下に「ノスフェラトCr」がいる。
イージス
声 - 堂坂晃三
使用ベイブレード - ディザスターアイギスWD145WD（たて座）
ノスフェラトのナンバー3で、ピンク色のアフロヘアーとマッスルボディの持ち主。一人称は「ワガハイ」。宇宙からは「ふわふわピンク」、「ももいろマッチョ」と呼ばれている。
情に厚い性格をしていて暴走するヴァンを心配している。WBBAやダークネビュラを超える最高のベイ組織、最強最大のブレーダー軍団を作るつもりだったがノスフェラトのやり方には反対していて、最終的にはヴァンを止めるために宇宙に協力する。直属の部下に「ノスフェラトEg」がいる。

### 爆神スサノオ襲来!
タケル
声 - 坪井智浩
使用ベイブレード - アースカプリコーネ105WF（やぎ座）⇒バクシンスサノオ90WF（月、スサノオ）
ダークネビュラの残党を操り、遥か昔に封印された幻のベイであるスサノオを探す悪しきブレーダー。鳴門の渦潮でスサノオを手に入れ、竜牙のライトニングエルドラゴすら退けるほどの力を得る。出雲にスサノオ神殿をかまえ銀河たちを待ち受ける。
『頂上決戦!ビッグバン・ブレーダーズ』でも隠しキャラクターとして登場し、これまでの罪滅ぼしのために戦う。
彼の父親はかつて流星とライバル同士で共にスサノオを求めていたが、スサノオの魔力にとりつかれてスサノオを手に入れるためにタケルを鬼のように鍛え上げた。
必殺転技は「アメノムラクモ」。
『頂上決戦!ビッグバン・ブレーダーズ』でのフェイス技は「りゅうはざん」、「いあい」、必殺転技は「アメノムラクモ」。
ヤマト
声 - 宮田幸季
使用ベイブレード - フレイムビルゴ145S（おとめ座）
タケルの弟。スサノオのベイパーツを大会の優勝賞品として提供し、銀河たちをダークネビュラと争うように仕向ける。その後は兄の暴走を止めるべく銀河と行動を共にする。
ベイガーディアン
使用ベイブレード - バーンスサノオDF145ES、キラースサノオED145B、ストームスサノオ105HF（月、スサノオ）
いにしえからスサノオの封印を守り続ける一族。常に3人1組で登場し、それぞれベイのタイプが異なる。

### ポータブル超絶転生! バルカンホルセウス
ファラオ
声 - 高橋研二
使用ベイブレード - カオシックケイブラ90WF（コブラ座）
エジプト周辺を制圧するブレーダーで、武闘派組織「王家の谷」のリーダー。太古の最強ベイ・アヌビウスを復活させるために世界中のブレーダーを襲撃し、ベイの心を抜き取りアヌビウス復活の地である転生のピラミッドに集める。一人称は「ヨ（余）」。
かつてナイルと同じエジプトチームで世界一を目指して修行していたが、強さに執着しアヌビウスの存在を知り、その力を使って世界征服をする計画を立てる。
必殺転技は「ケイブラ・キングダム・バインド」。
オシリス
声 - 四宮豪
使用ベイブレード - ギガントダイナモス1200XB⇒ギガントダイナモス1200XB-II
ファラオに仕える王家の谷四天王のリーダー。その精密な計算に基づいたバトルは正確無比。ビッグバンブレーダーズAブロック決勝戦が行われたユーロドームに現れ、ケンタとベンケイのベイを石にする。地のピラミッドでは遊と戦う。
四天王の使用する巨大ベイはファラオが太古の遺跡で発掘した破壊活動専用ベイで、ベイの心を吸収して石化させる力を持つ。
イシス
声 - 植竹香菜
使用ベイブレード - エンプレスクラーケン1500XS⇒エンプレスクラーケン1500XS-II
王家の谷四天王の紅一点。サディスティックな性格の持ち主。水のピラミッドでは翼と戦う。
セト
声 - 稲田徹
使用ベイブレード - インフェルナルサラマンド900XF⇒インフェルナルサラマンド900XF-II
王家の谷四天王の1人。屈強な体の豪傑でベイバトルは己を鍛える道だとしている。火のピラミッドでは正宗と戦う。
ネフティース
声 - 水島大宙
使用ベイブレード - ブレイザーコンドルノ1000XD⇒ブレイザーコンドルノ1000XD-II
王家の谷四天王の1人で、緑色の長髪の少年。自信過剰な性格で四天王の中では下っ端。風のピラミッドでは銀河、ナイルと戦う。

### 頂上決戦!ビッグバン・ブレーダーズ
アギト
声 - 野島裕史
使用ベイブレード - ナイトメアレックスSW145SD（巨大隕石、恐竜）
世界大会と同じ名前を名乗る謎の大会「ビッグバン・ブレーダーズ」を開催し、恐竜復活の野望のために世界各地のブレーダーを集める魔性のブレーダー。ビッグバン・ブレーダーズ決勝戦の対戦相手。元々は普通の少年だったが、道に落ちていたレックスを拾ったことで意識を乗っ取られる。
彼の使用するナイトメアレックスはティラノサウルスをモチーフとし、メタルウィールの凹凸が史上最多24連打フォルムとなっていて、SW145でアタックモードとディフェンスモードにモードチェンジすることができる。邪悪な意志を持ち人の心を支配しブレーダーの力を奪うベイで、エルドラゴと同じく暗黒の波動を持つ。宇宙からは「ベルゼビュートの親戚」と呼ばれている。
フェイス技は「ダイナソーレッグ」、「レックステイル」、「おうじゃのさけび」、必殺転技は「ノヴァストライク」。
ダイノアギト
使用ベイブレード - エンシェントレックスSW145SD
アギトが邪悪な力で恐竜に変身した姿。その暗黒のパワーはエルドラゴに支配されたときの竜牙以上だとされる。
フェイス技は「エンシェントタックル」、「エンシェントバイト」、「ダイナソークラッシュ」、必殺転技は「エレメンタルバースト」。